# 新街博物館
新街博物館（義大利語：Musei di Strada Nuova）是在義大利熱那亞由三座相鄰的宮殿組成的藝術博物館，以收藏15-19世紀的畫作、雕塑、家具、裝飾品、服裝為主，宮殿內亦有保存及修復良好的精美壁畫。

## 歷史

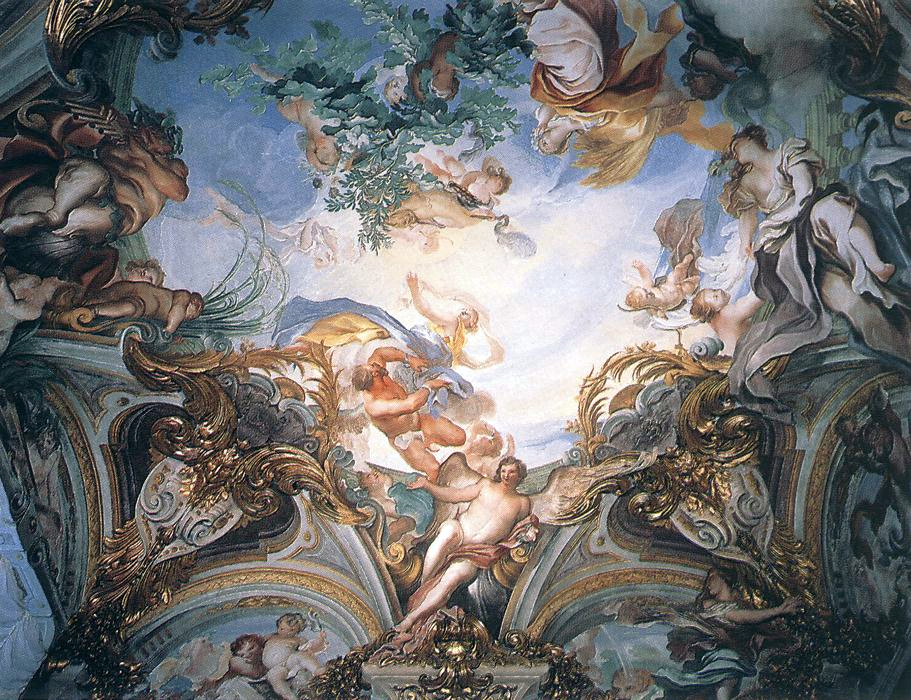
紅宮的壁畫《夏日寓意圖》，格雷戈里奧·德·費拉里繪於1686－1687年

熱那亞共和國於16世紀因有許多家族因從事銀行業致富，使共和國的財富達到頂峰，其中不乏格里馬爾迪家族以及布里尼奧萊-薩萊家族（Brignole Sale），前者建造了白宮以及多利亞-圖爾西宮，後者建造了紅宮，此三座建築即是新街博物館的前身。
白宮由盧卡·格里馬爾迪（Luca Grimaldi）建於1530-40年代，之後於1658年賣給了德·法蘭奇·托索家族（De Franchi Toso），1711年德·法蘭奇·托索家族的費德里科又將宮殿賣給了債權人布里尼奧萊-薩萊家族的瑪麗亞·杜拉佐·布里尼奧萊-薩萊（Maria Durazzo Brignole-Sale），至此成為布里尼奧萊-薩萊家族的財產，白宮得名於其外牆顏色。紅宮則是建於17世紀末，由布里尼奧萊-薩萊家族出資建造，至於多利亞-圖爾西宮是格里馬爾迪家族於16世紀中葉出資興建，但因家族遇上財務問題，將尚未竣工的宮殿賣給了熱那亞另一個富裕貴族多利亞家族，之後多利亞家族又將宮殿轉手給家族旁支，統治圖爾西的多利亞-圖爾西系，這是宮殿名稱的由來，而在1820年時薩伏依家族由多利亞-圖爾西家族手中將宮殿購買下來，並在1838年委託耶穌會管理，圖爾西宮被短暫的當作修道院直到1848年，這時正值1848年革命，市民趕走了耶穌會修士，並選定圖爾西宮為新的市政廳所在。
1874年，布里尼奧萊-薩萊家族的末代繼承人瑪麗亞·布里尼奧萊-薩萊·德·費拉里女公爵決定將紅宮包含裡面的藏品、裝飾全數捐贈給熱那亞市政府，並表明政府需在宮殿中設立畫廊，1888年瑪麗亞去世，在遺囑中她將白宮同樣也捐贈給了市政府，1893年，白宮作為博物館正式對公眾開放。二戰期間，白宮、紅宮皆受到嚴重損毀，之後三座宮殿皆經歷了多次修復，直到2004年連同多利亞-圖爾西宮正式修復完畢，三座宮殿配合新的參觀動線合而為一成為現今的新街博物館，而至2006年，三座建築連同新街上其他宮殿被聯合國教科文組織指定為世界文化遺產，是為羅利宮殿體系。

## 館藏
新街博物館的藏品主要是以布里尼奧萊-薩萊家族的收藏為核心，該家族於16世紀末開始在熱那亞、佛羅倫斯及法蘭德斯收購藝術品，家族成員同時也是後來的熱那亞總督喬瓦尼·弗朗切斯科·布里尼奧萊-薩萊購買了安東尼·范戴克、喬瓦尼·班奈迪托·卡斯蒂廖內及一些托斯卡那畫派的作品，之後安東·朱利奧·布里尼奧萊-薩萊也收購了大量作品並提出建造紅宮的計畫。到了喬瓦尼·弗朗切斯科二世·布里尼奧萊-薩萊在位時期收購了一匹高質量精品，包括杜勒、保羅·委羅內塞、范戴克、圭尔奇诺等人的畫作。而家族藏品最後一次增加是末代女公爵的父親安東尼奧·布里尼奧萊-薩萊於19世紀所收購的15、16世紀木板畫作，家族漫長的收藏歷史就此結束，之後於20世紀館方透過捐贈及購買也增加了不少名家作品，目前紅宮及白宮以展示布里尼奧萊-薩萊家族收藏的珍貴畫作居多，而多利亞-圖爾西宮目前仍有大半區域為市政辦公室，僅開放部分展廳，以展出瓷器、樂器等物品為主。

## 主要館藏列表

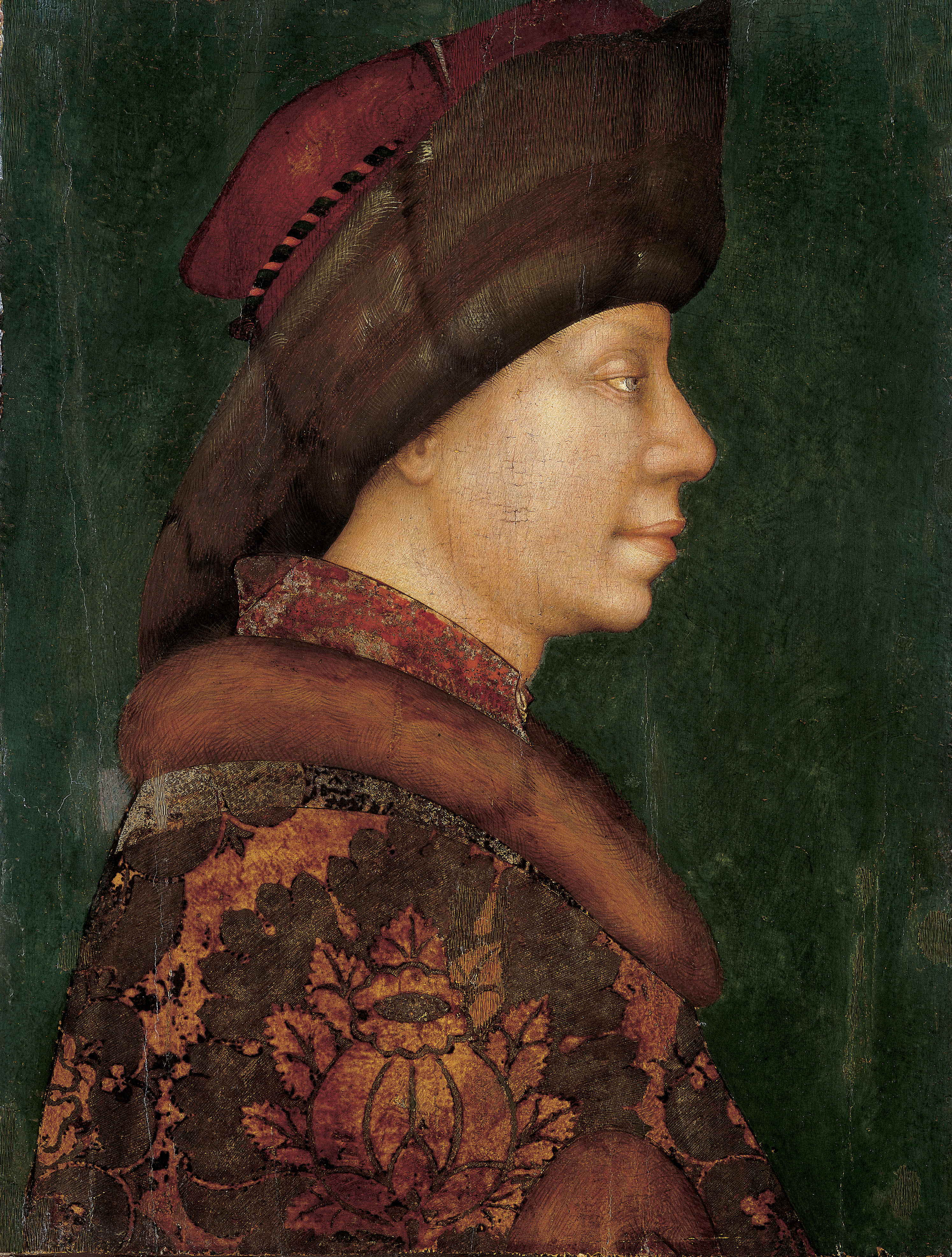
米凱萊·吉安波諾（英语：Michele Giambono）的《被稱為"莫斯科王子"的男人肖像》（Ritratto d'uomo detto "Principe moscovita"），53 × 40cm，約作於1430－1440年，1717年始藏，藏於紅宮。
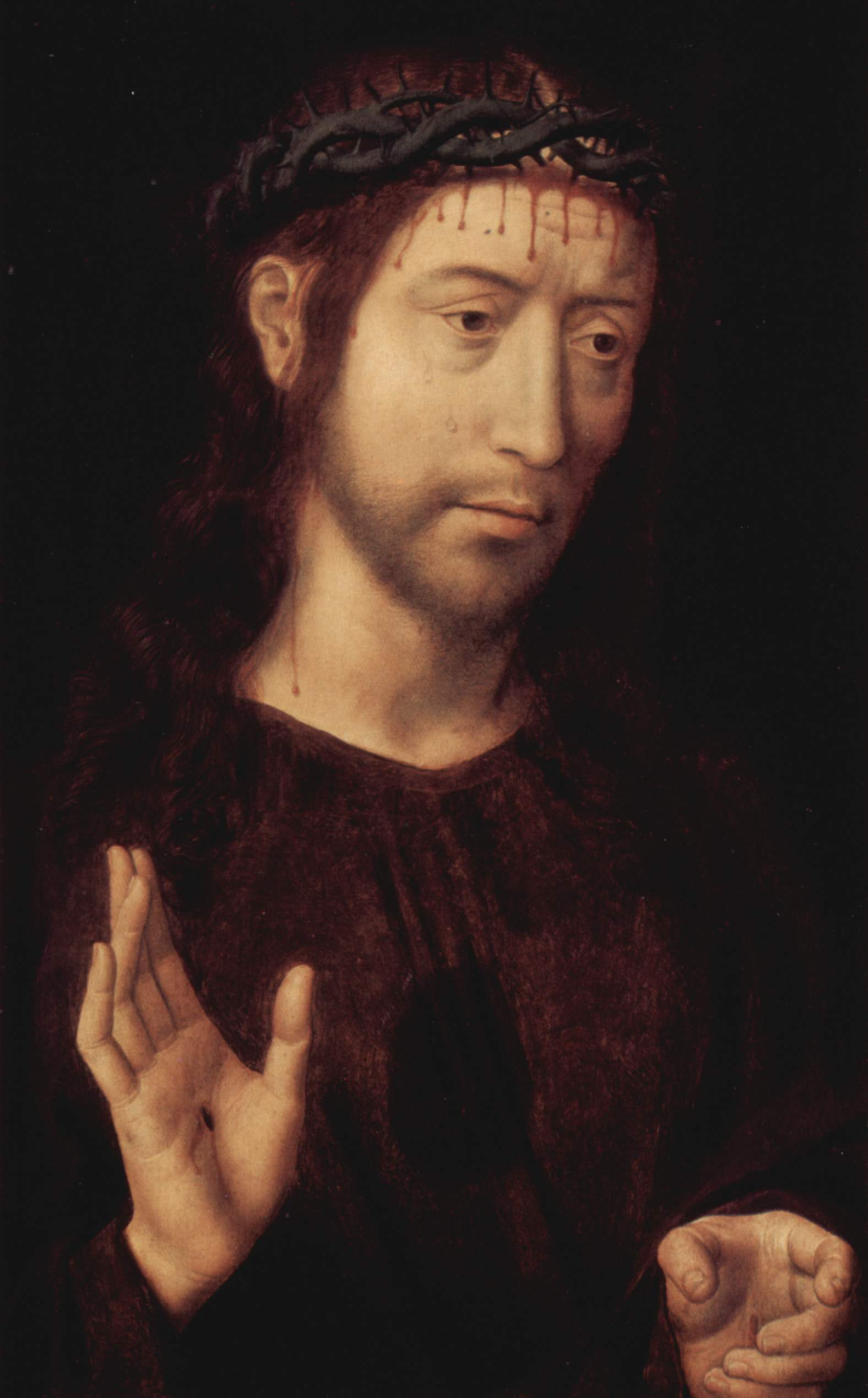
漢斯·梅姆林的《基督賜福像》（Cristo benedicente），33 × 52cm，約作於1480年，1953年始藏，藏於白宮。
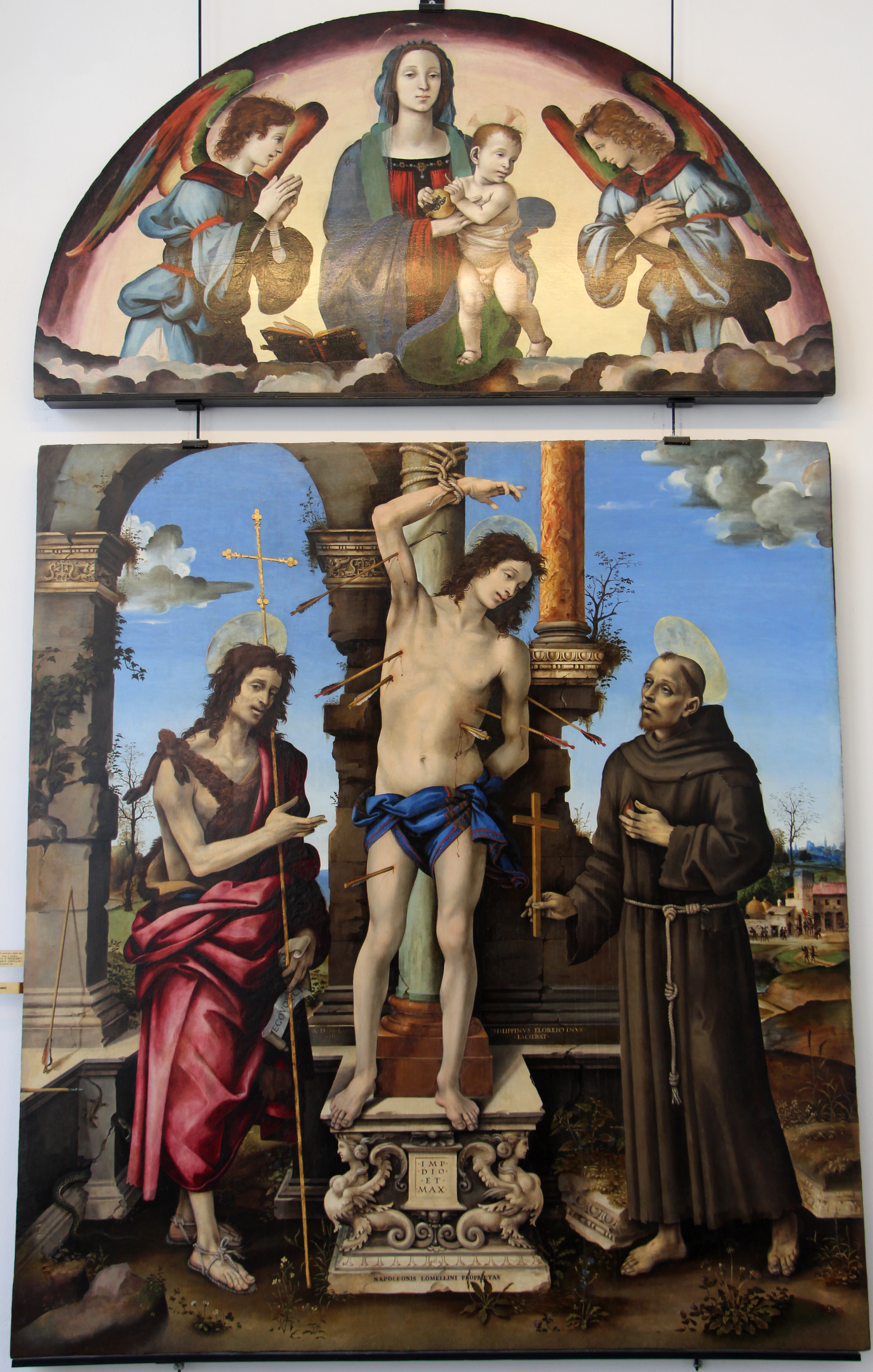
菲利皮諾·利皮的《弗朗切斯科·洛梅里尼祭壇畫（義大利語：Pala di Francesco Lomellini）》，298 × 185cm，約作於1503年，1892年始藏，藏於白宮。
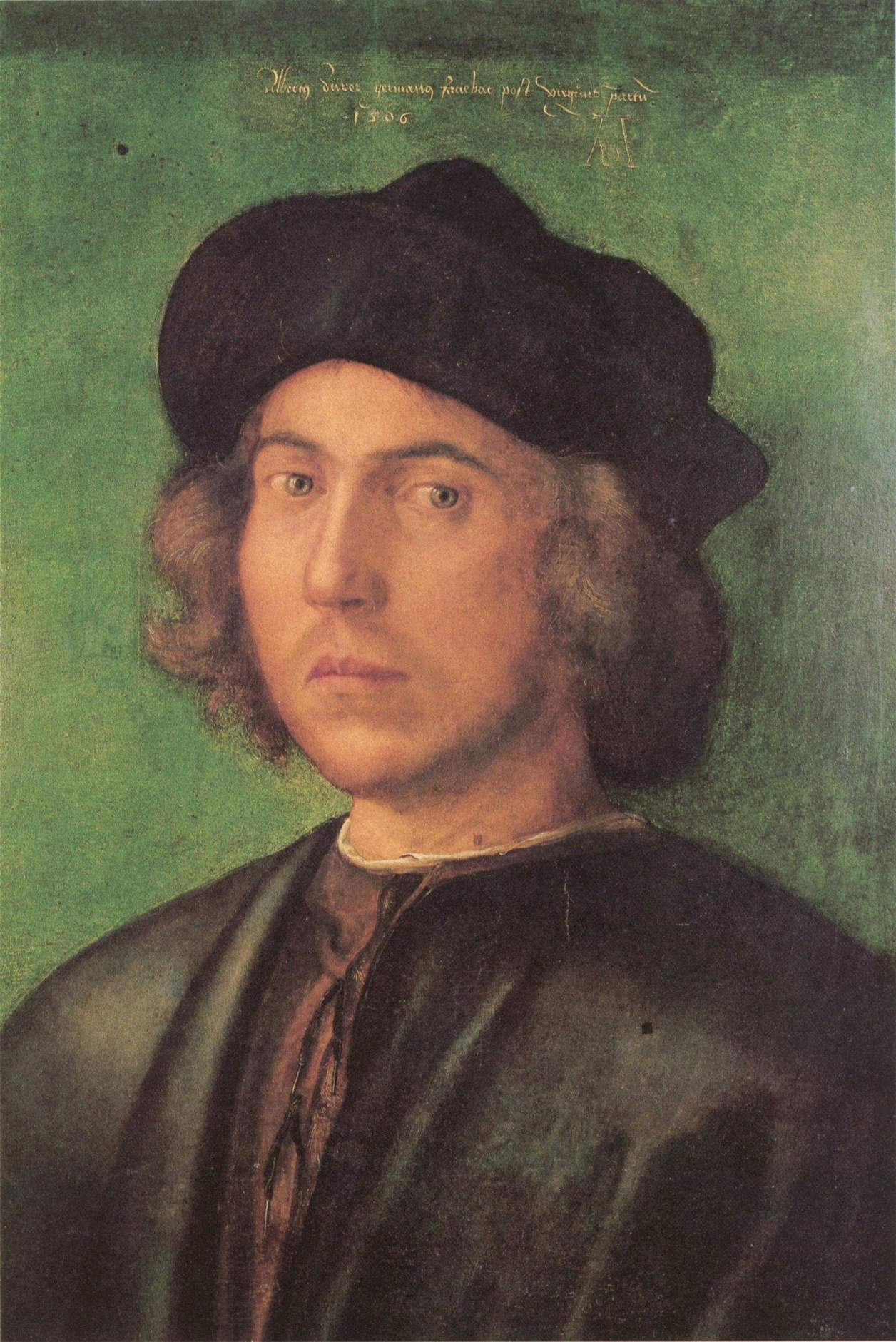
阿爾布雷希特·杜勒的《威尼斯青年肖像畫（義大利語：Ritratto di giovane veneziano）》，46 × 35cm，約作於1506年，1717年始藏，藏於紅宮。
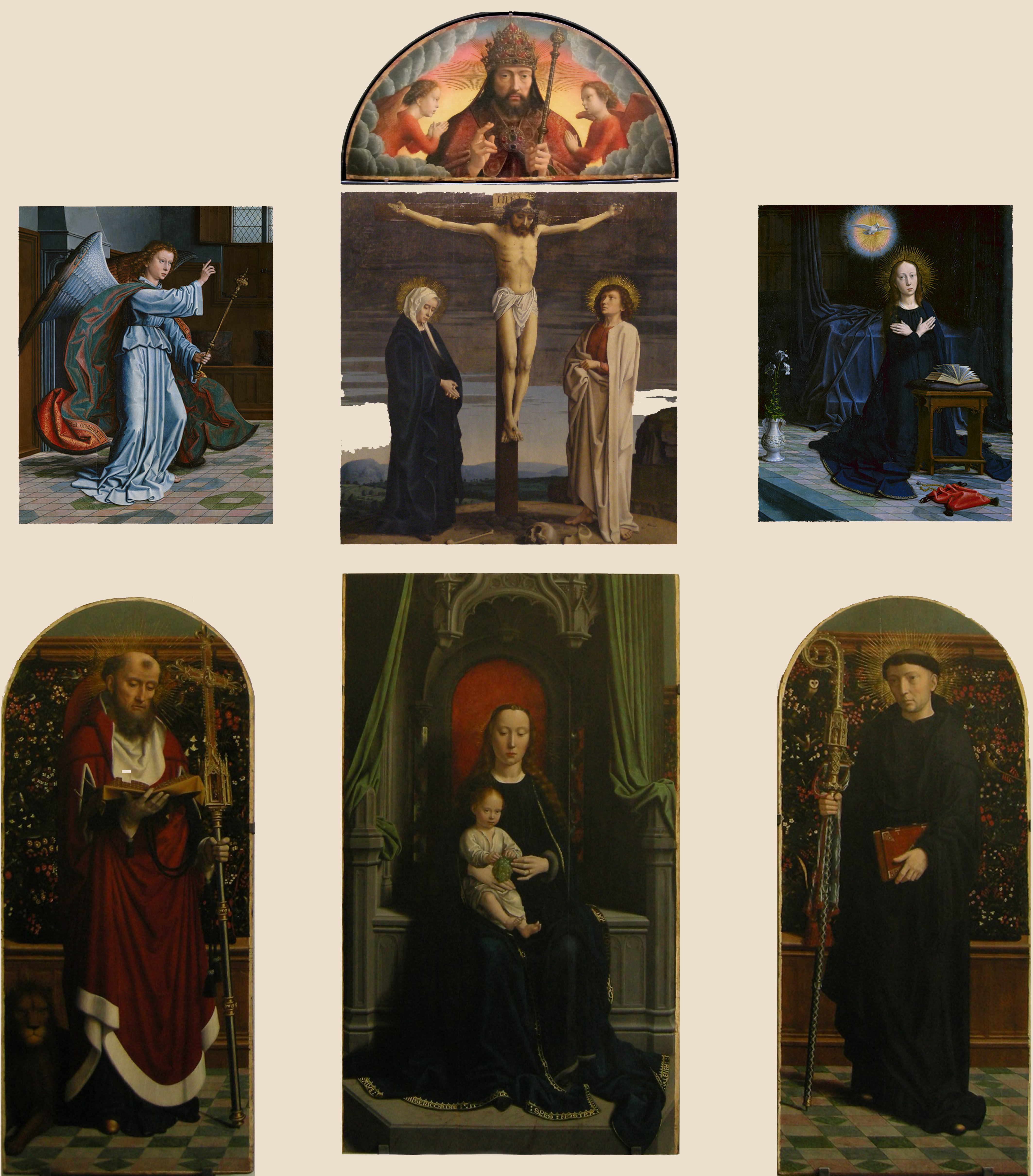
傑拉爾德·大衛的《切爾瓦拉多聯畫（英语：Cervara Altarpiece）》，聖母子153 × 89cm，兩側畫板152 × 64cm，耶穌受難圖102 × 88cm，約作於1506－1510年，1892年始藏，藏於白宮。
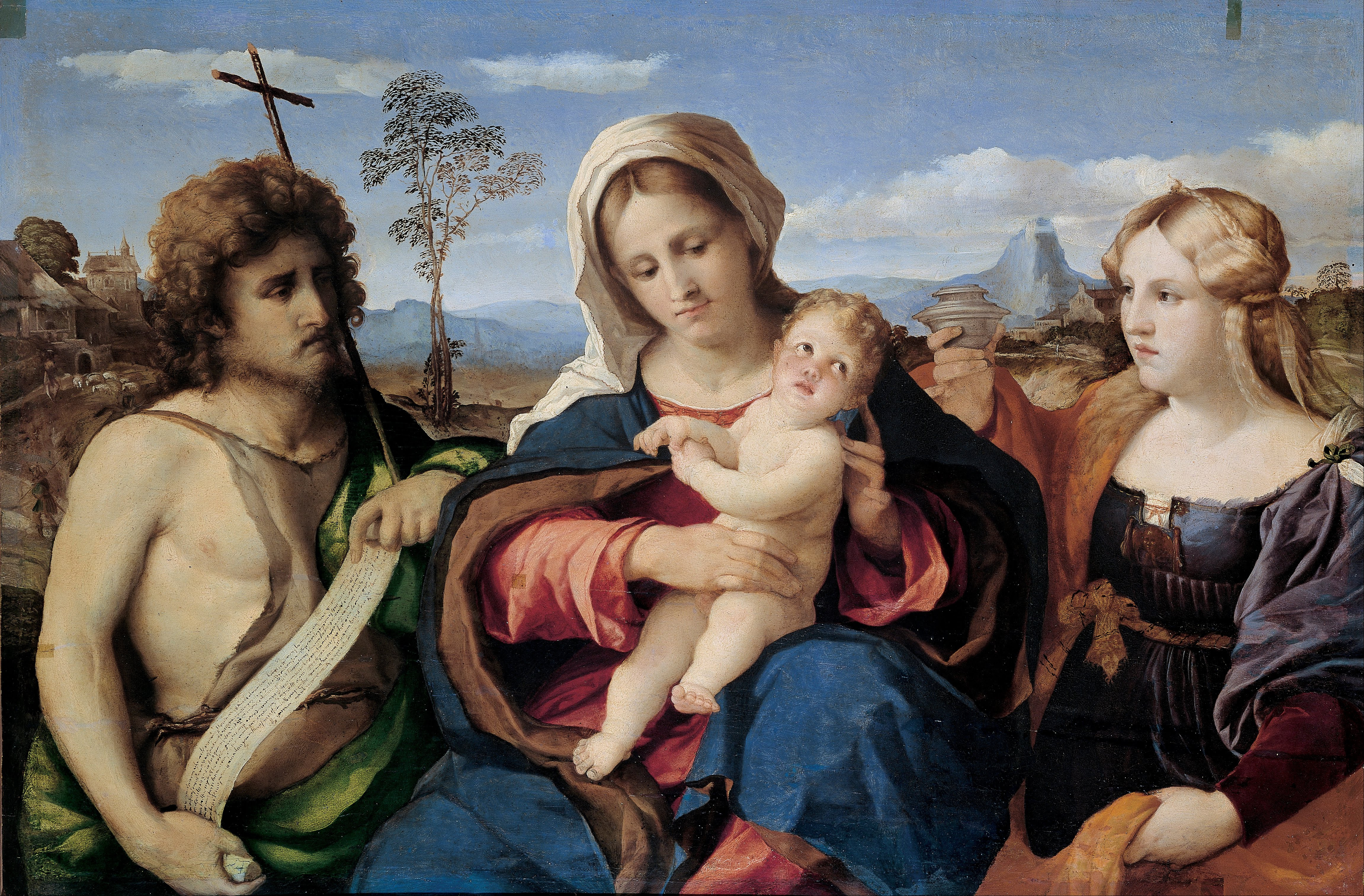
雅克伯·帕爾馬的《在施洗者約翰及抹大拉的瑪利亞間的受難耶穌（義大利語：Madonna col Bambino tra i santi Giovanni Battista e Maria Maddalena (Palma il Vecchio)）》，71 × 108cm，約作於1520－1522年，1889年始藏，藏於紅宮。
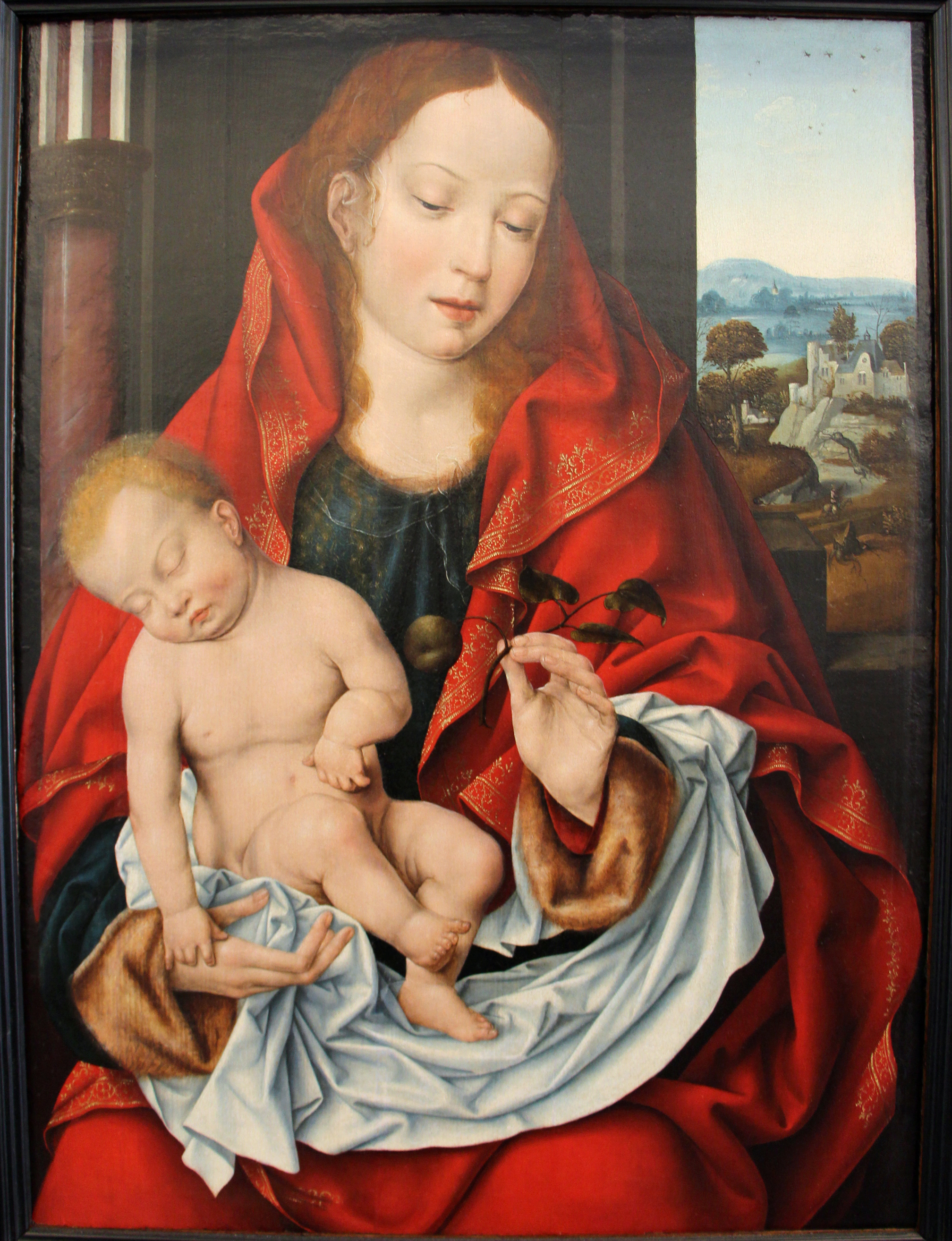
喬斯·凡·克里夫（英语：Joos van Cleve）的《聖母子》（Madonna col Bambino），61 × 45.5cm，約作於1526－1528年，1937年始藏，藏於白宮。
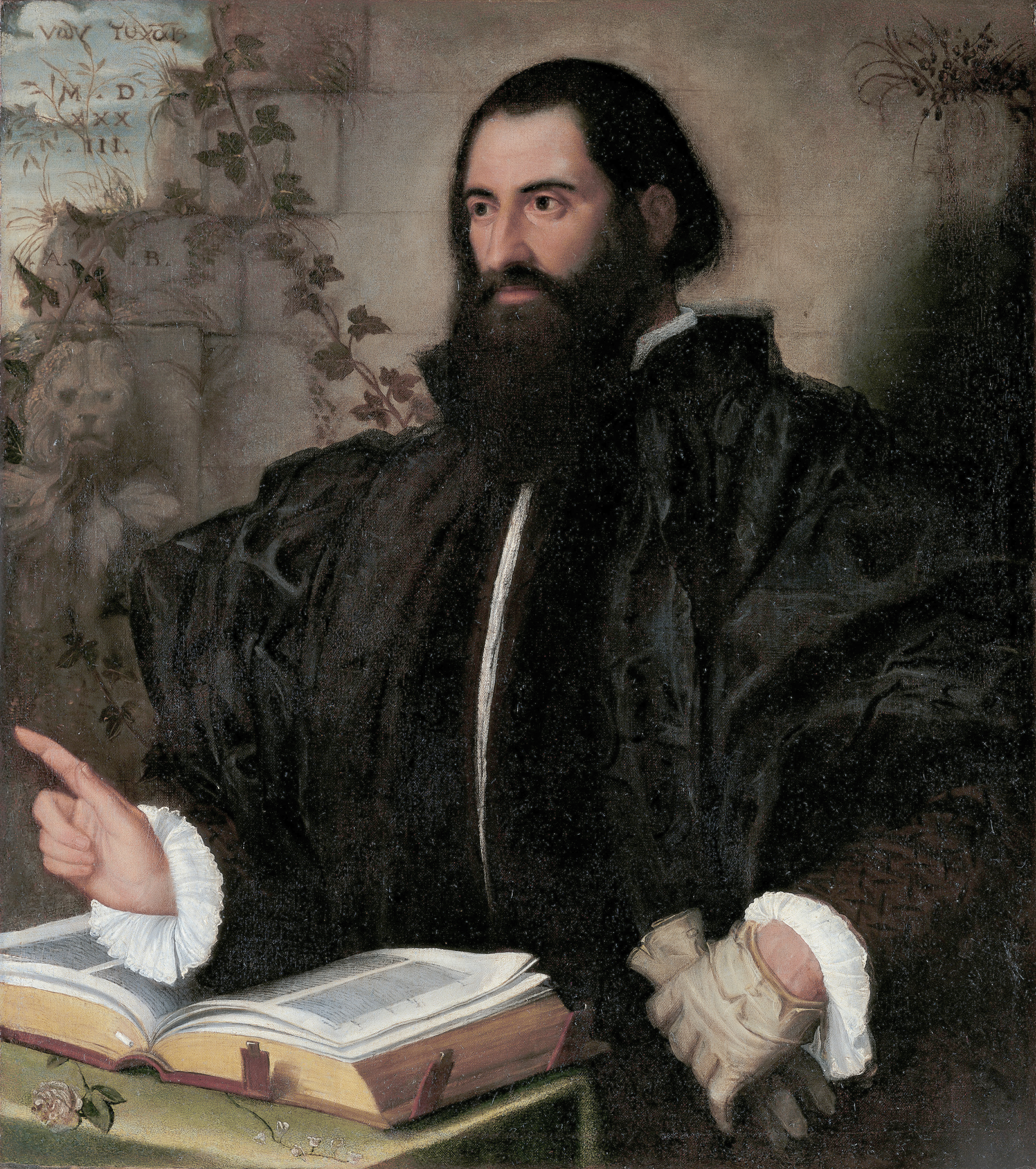
莫雷托·達·布雷西亞（英语：Moretto da Brescia）的《皮埃特羅·安德烈亞·馬提奧利尼肖像畫》（Ritratto di Pietro Andrea Mattiolini），94 × 79cm，約作於1533年，1750年始藏，藏於紅宮。
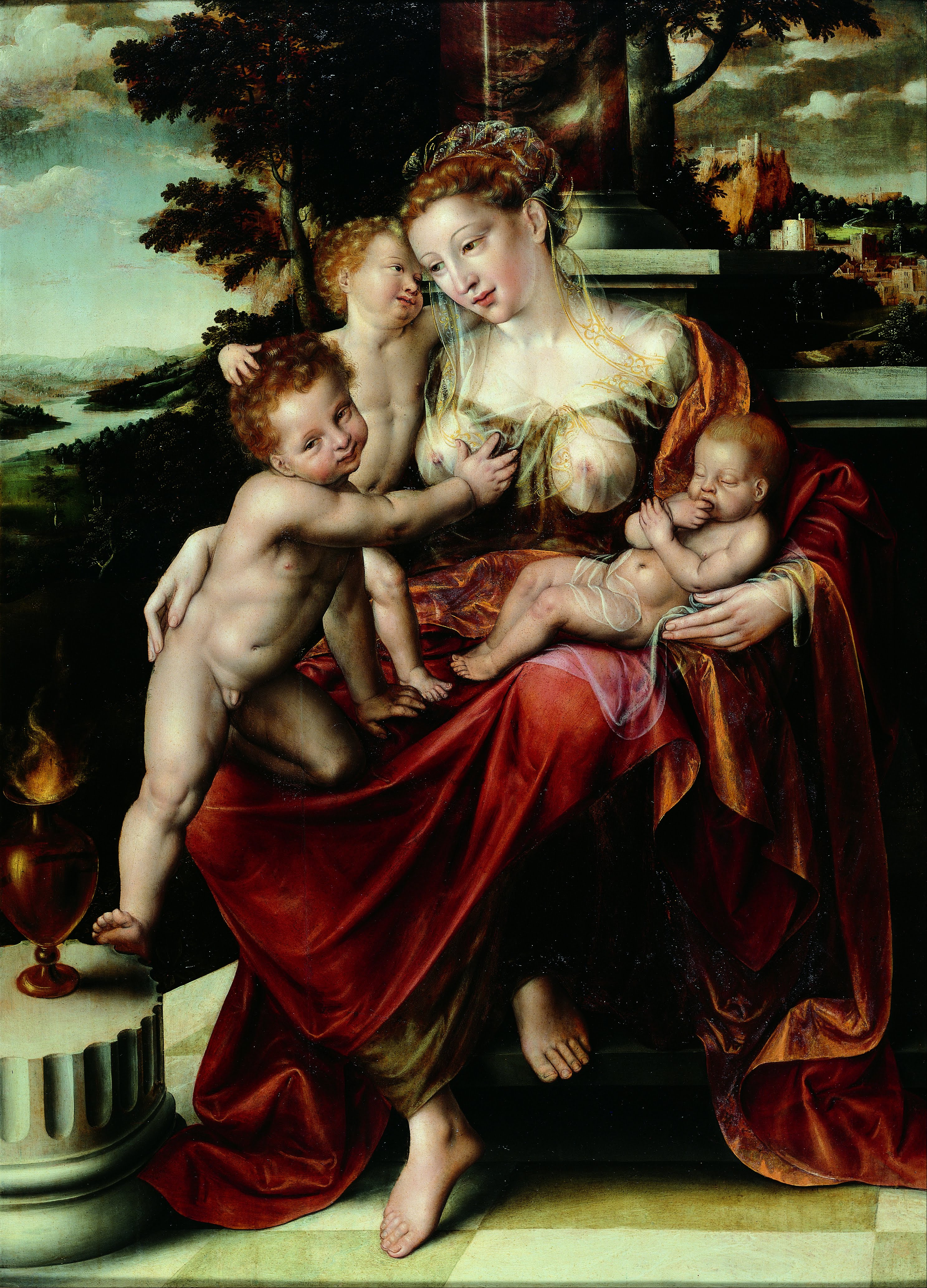
詹·馬蘇斯（英语：Jan Matsys）的《慈愛》（Carità），126 × 93cm，約作於1549－1550年，1866年始藏，藏於白宮。
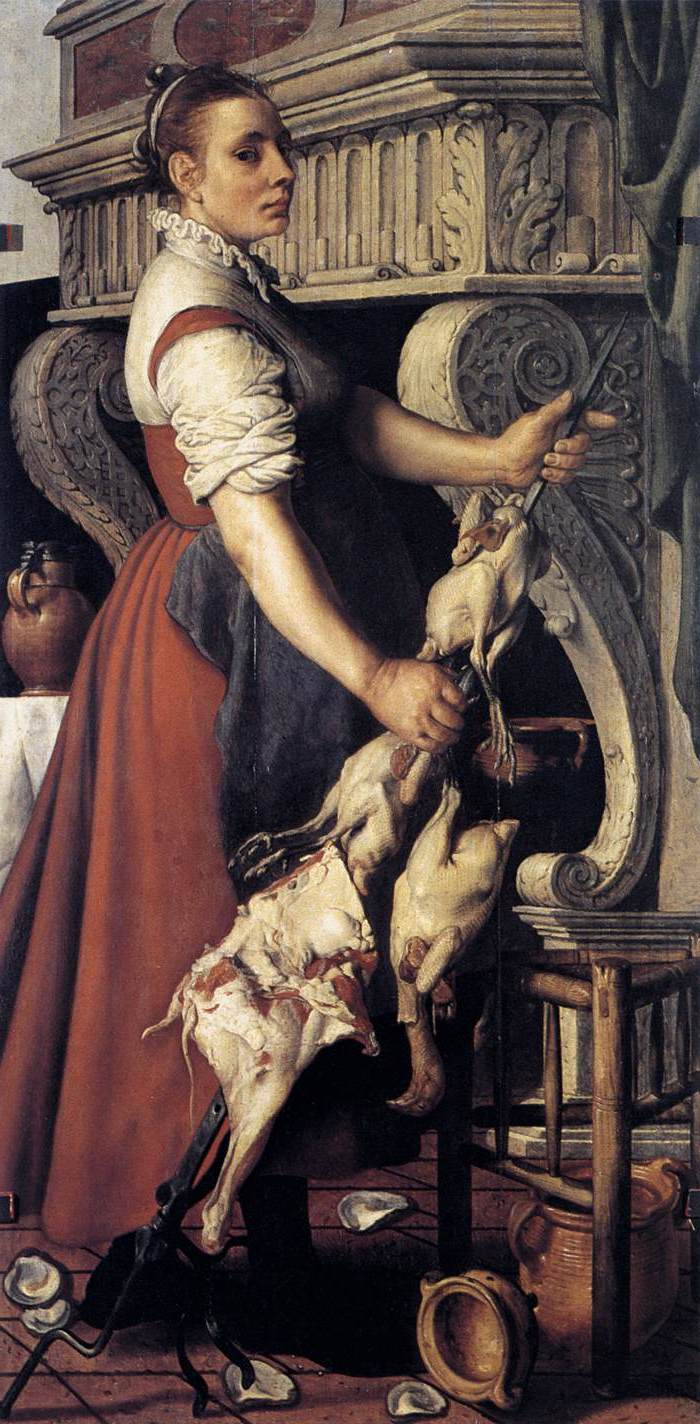
彼得·阿爾岑的《廚娘》（La Cuoca），171 × 85cm，約作於1559年，1895年始藏，藏於白宮。
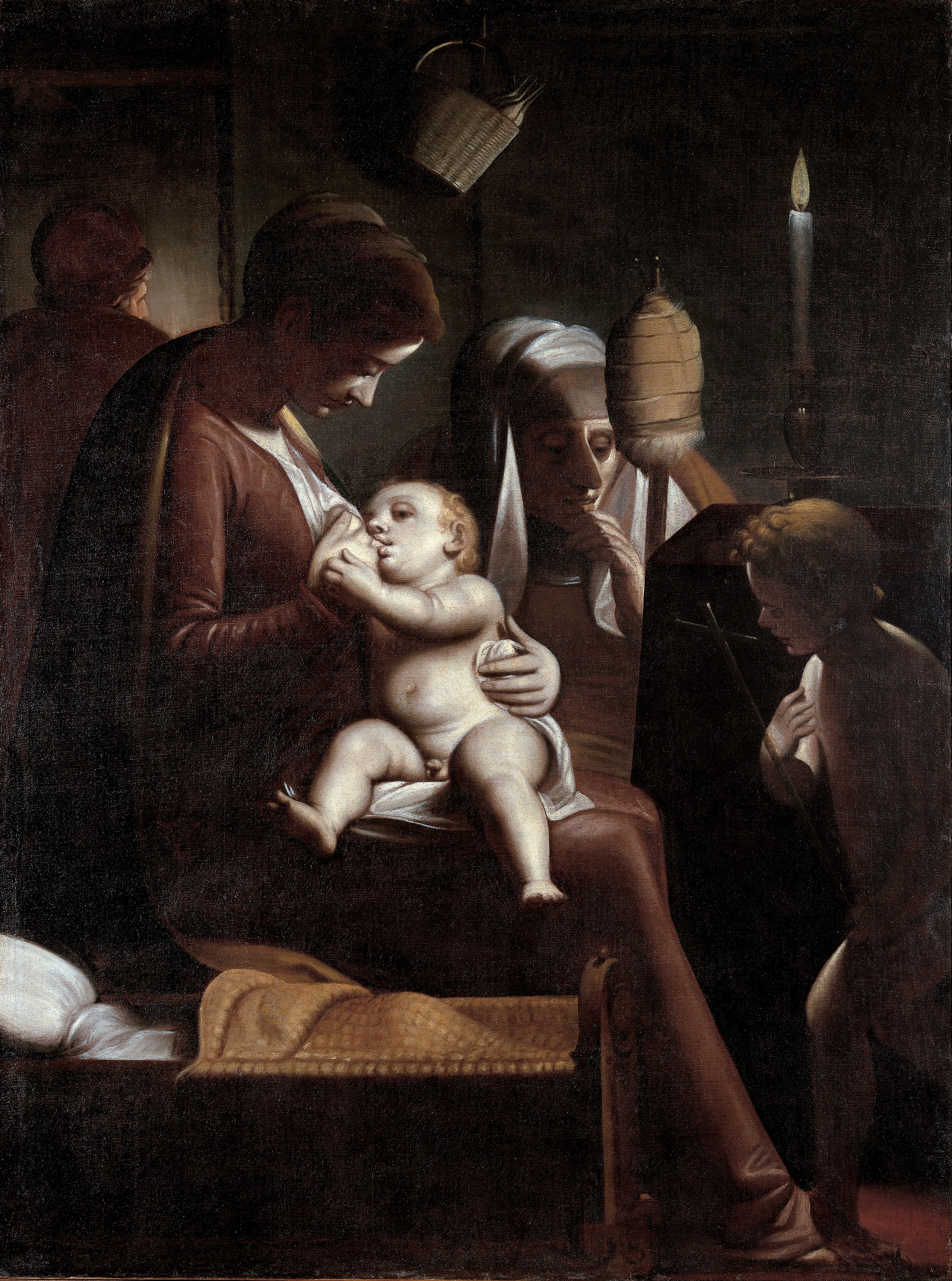
盧卡·坎比亞索（英语：Luca Cambiaso）的《燭光聖母》（Madonna della candela），140 × 109cm，約作於1570－1575年，1926年始藏，藏於白宮。
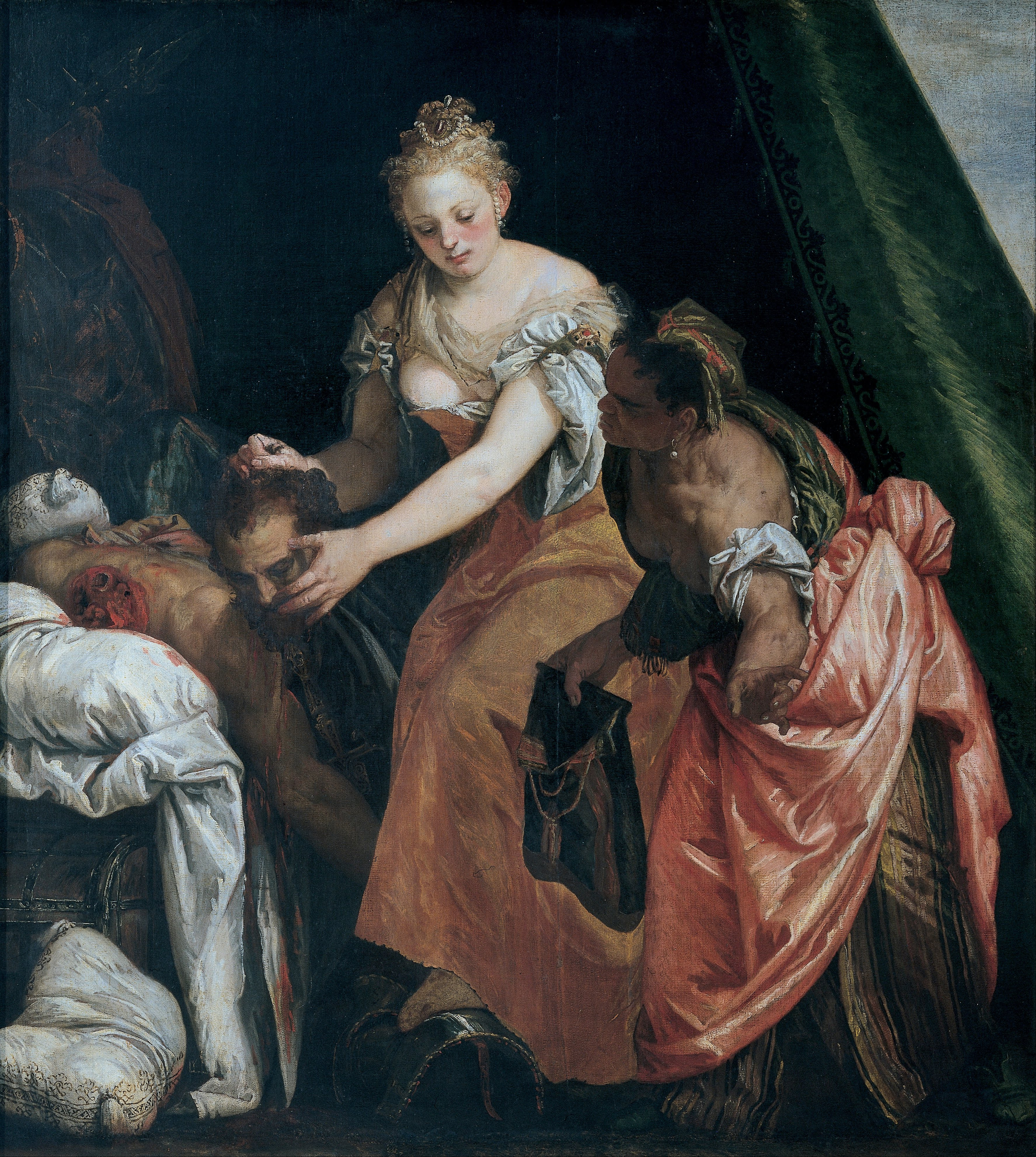
保羅·委羅內塞的《猶滴和赫羅弗尼斯》（Giuditta e Oloferne），195 × 176cm，約作於1580年，1717年始藏，藏於紅宮。
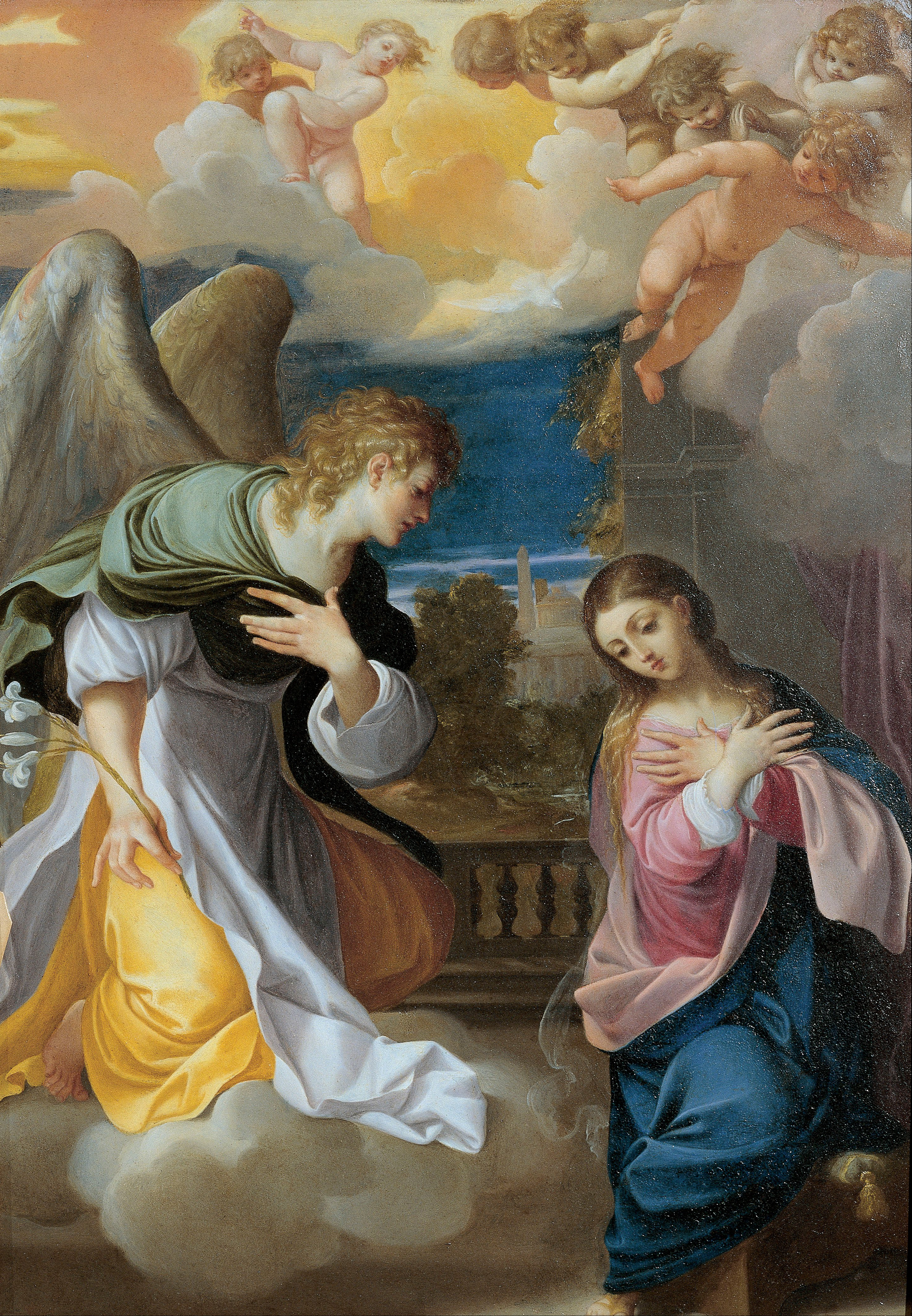
盧多維科·卡拉齊（英语：Ludovico Carracci）的《聖母領報》（Annunciazione），58 × 41cm，約作於1603－1604年，1684年始藏，藏於紅宮。
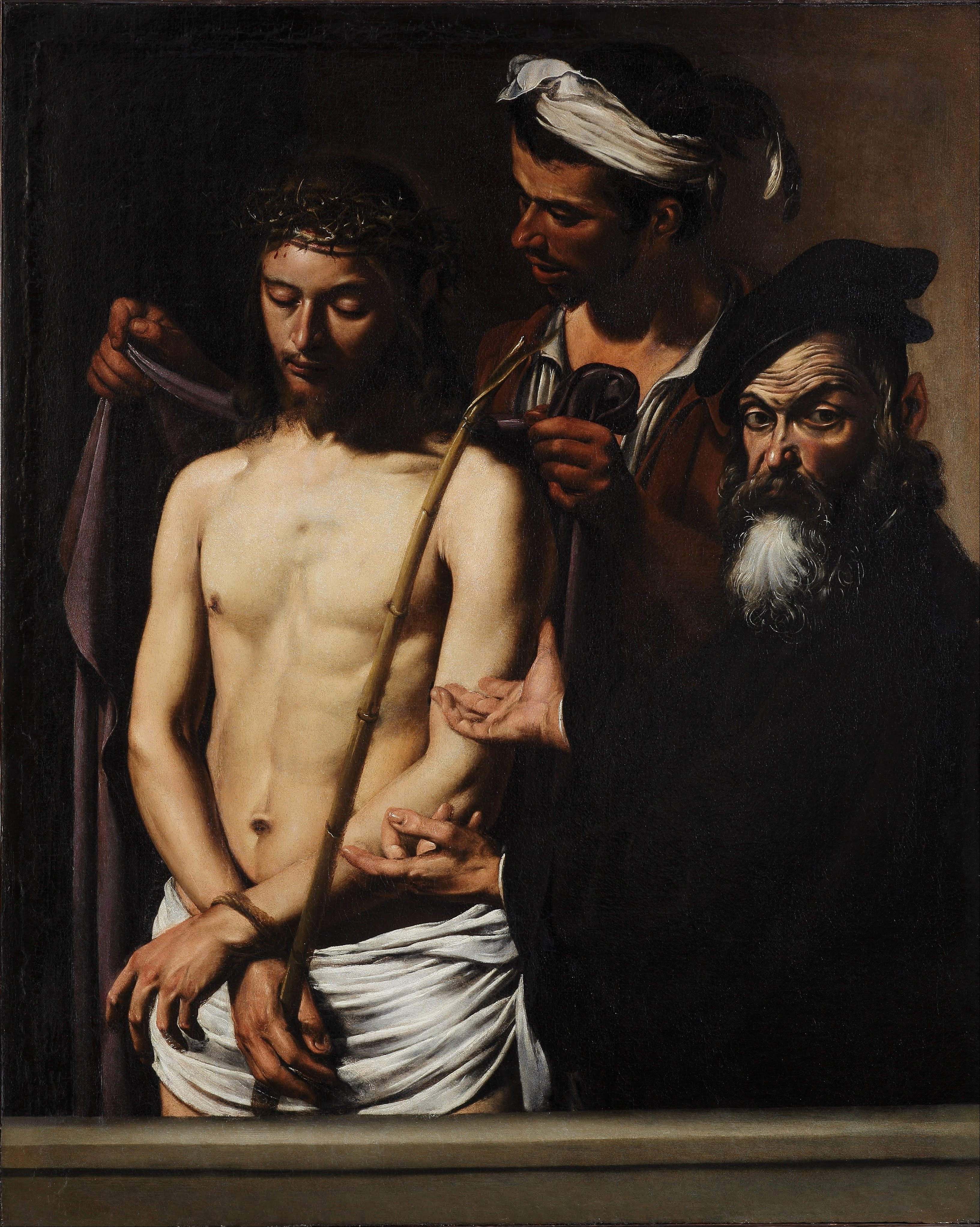
卡拉瓦喬的《看哪，這個人！》，128 × 103cm，約作於1605年，1921年始藏，藏於白宮。
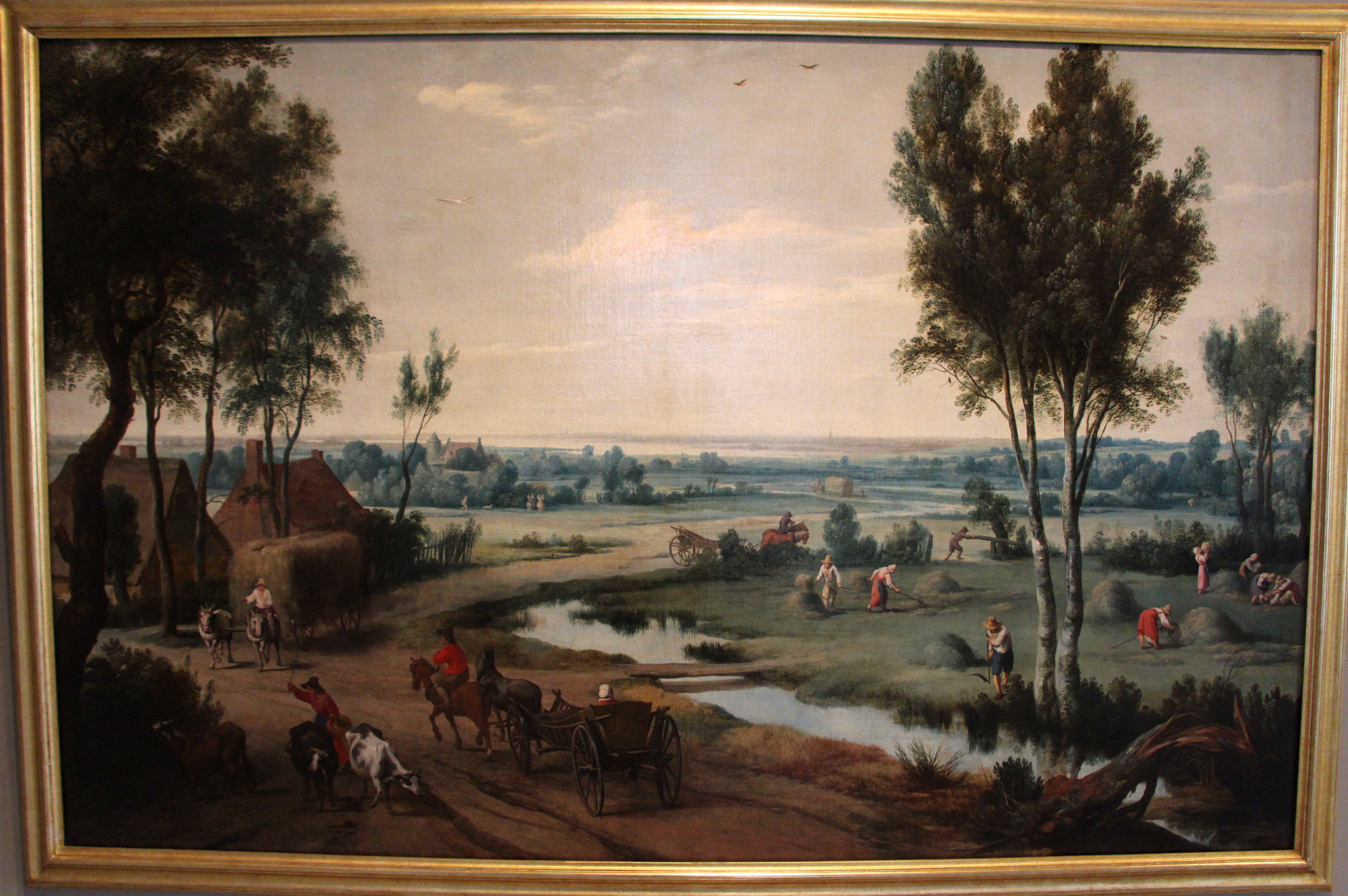
揚·威爾登斯（英语：Jan Wildens）的《七月》（Luglio），123 × 191cm，約作於1614年，1790年始藏，藏於紅宮。
希尼巴爾多·斯寇爾扎（英语：Sinibaldo Scorza）的《兩隻鴿子和一隻畫眉（義大利語：Due piccioni e un tordo）》，直徑21cm，約作於1615年，1684年始藏，藏於紅宮。[18]
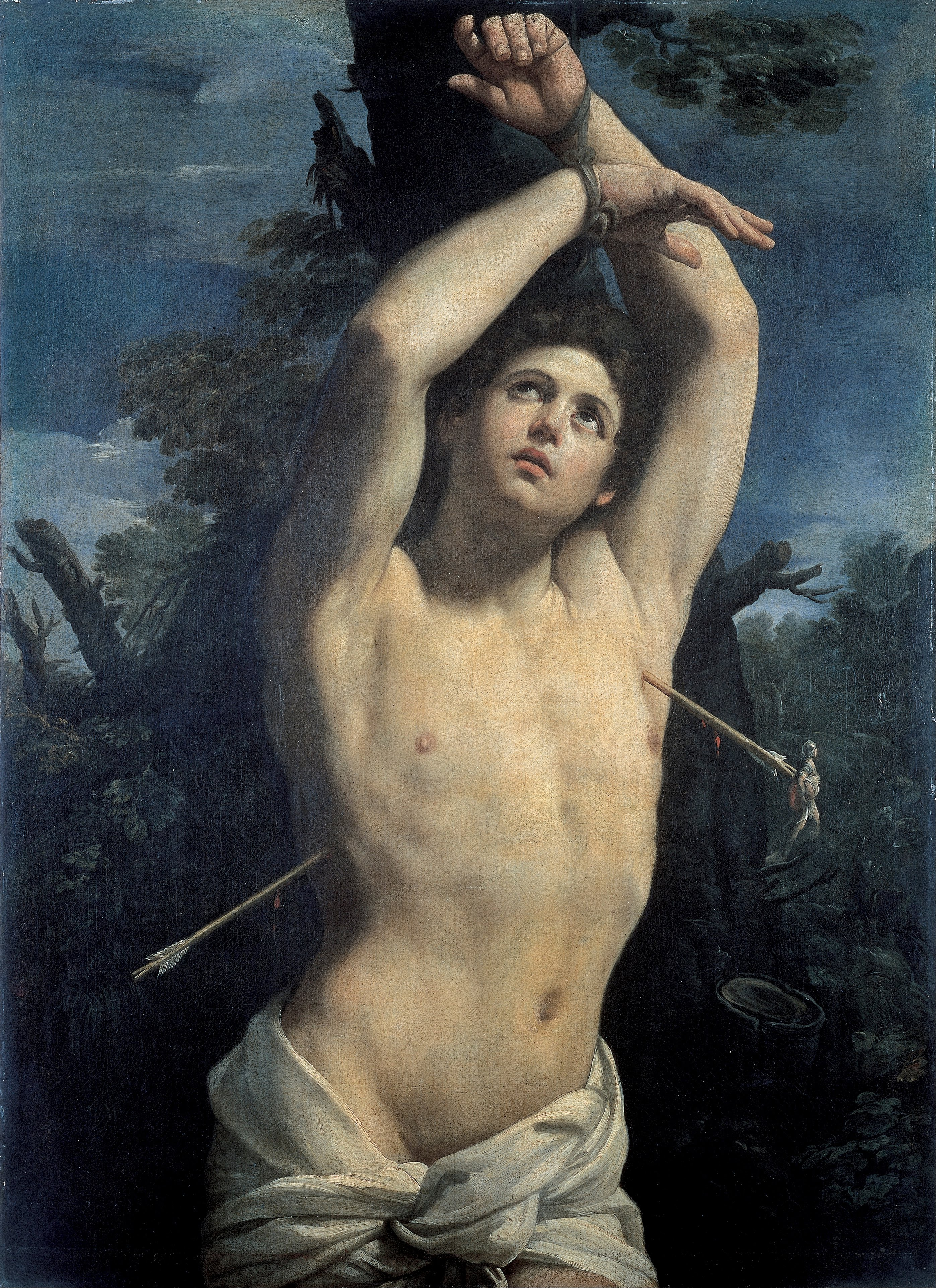
圭多·雷尼的《聖塞巴斯蒂安（義大利語：San Sebastiano (Guido Reni, Genova)）》，127 × 92cm，約作於1615－1616年，1684年始藏，藏於紅宮。
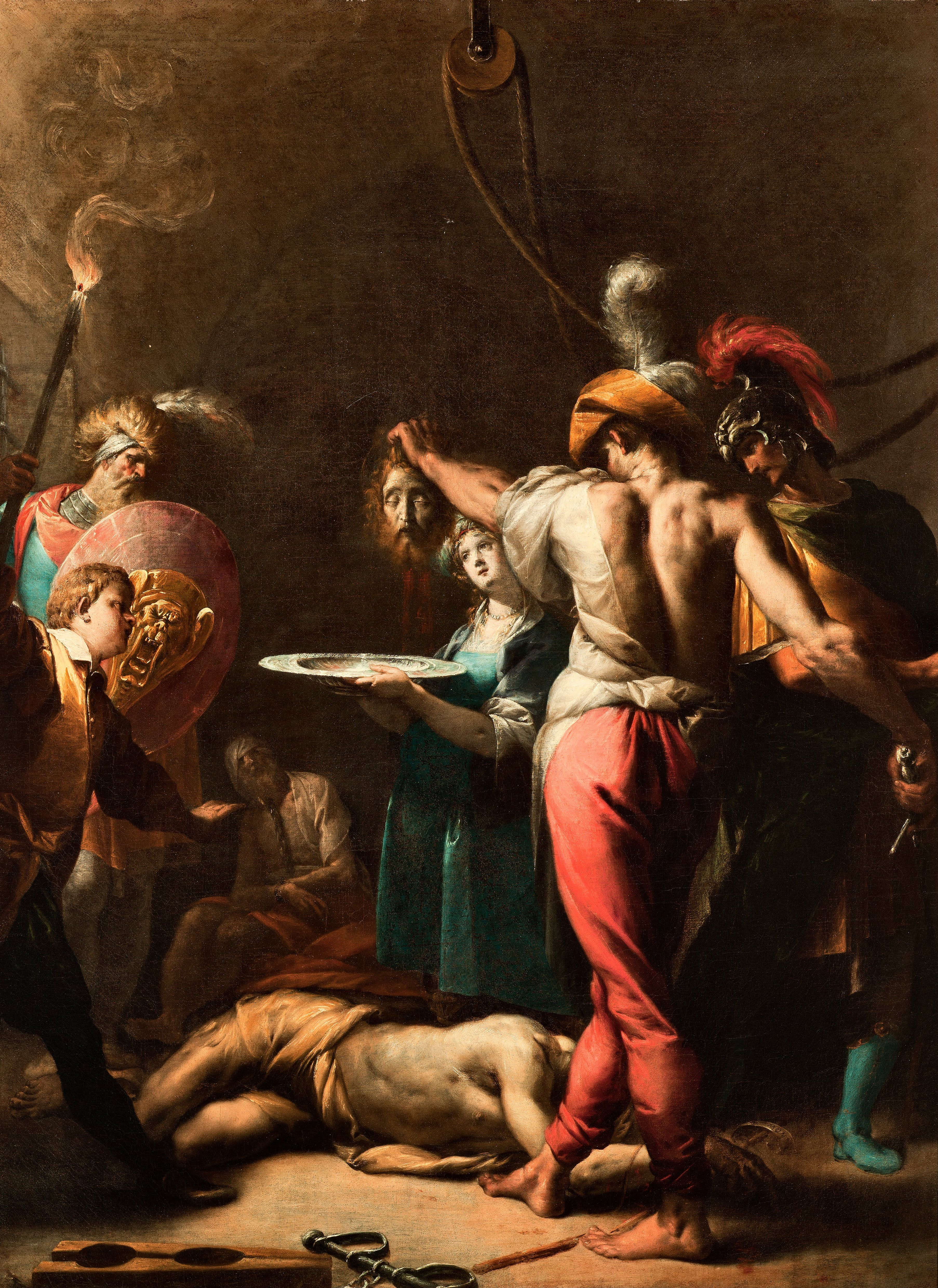
皮埃爾·弗朗切斯科·瑪祖凱利（英语：Pier Francesco Mazzucchelli）的《聖約翰施洗者被斬首》（Decollazione del Battista），112 × 82.5cm，約作於1617年，1836年始藏，藏於白宮。
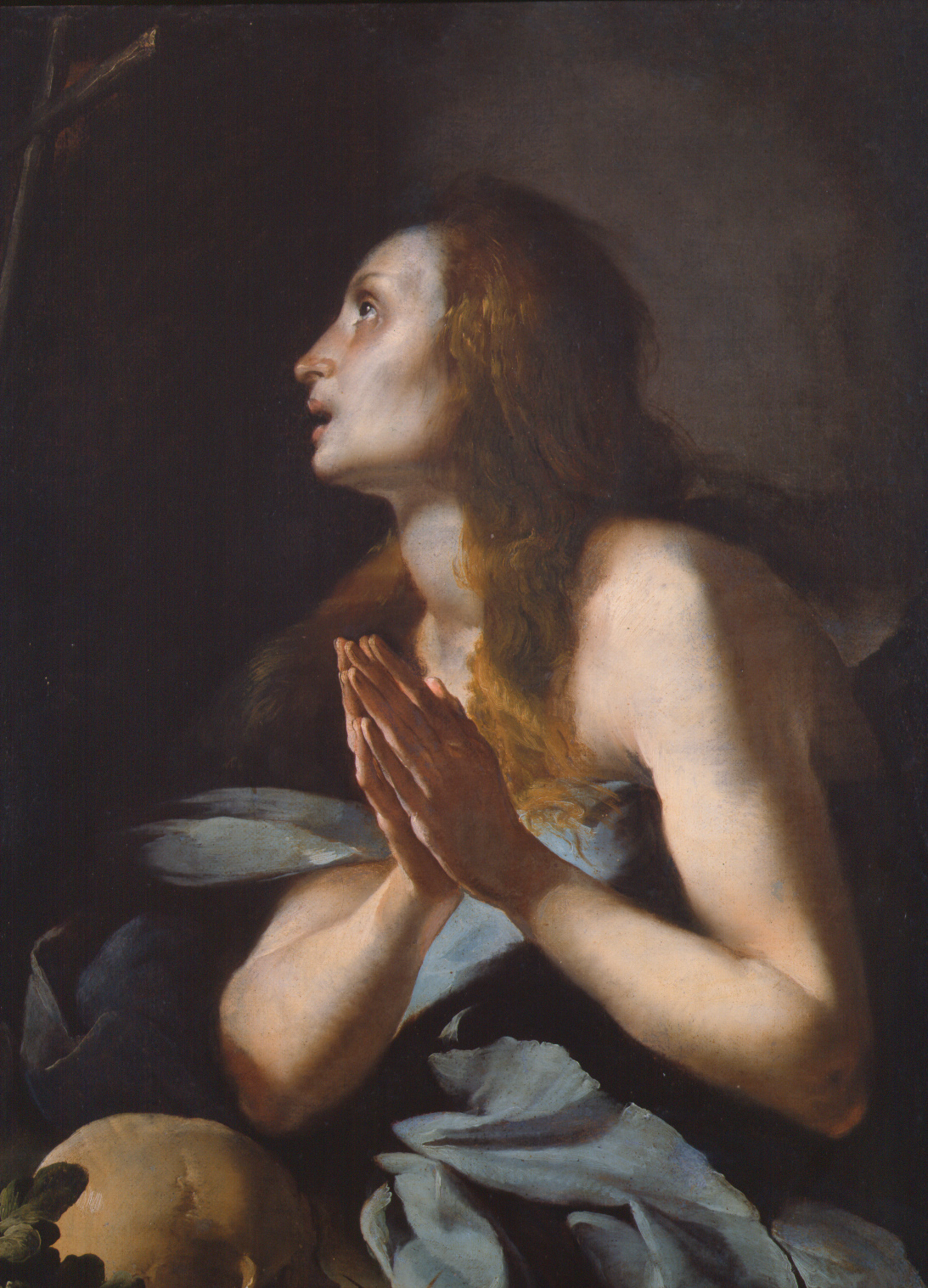
貝爾納多·斯特羅齊（英语：Bernardo Strozzi）的《抹大拉的馬利亞》（Maddalena penitente），97 × 73cm，約作於1615-1617年，1943年始藏，藏於白宮。
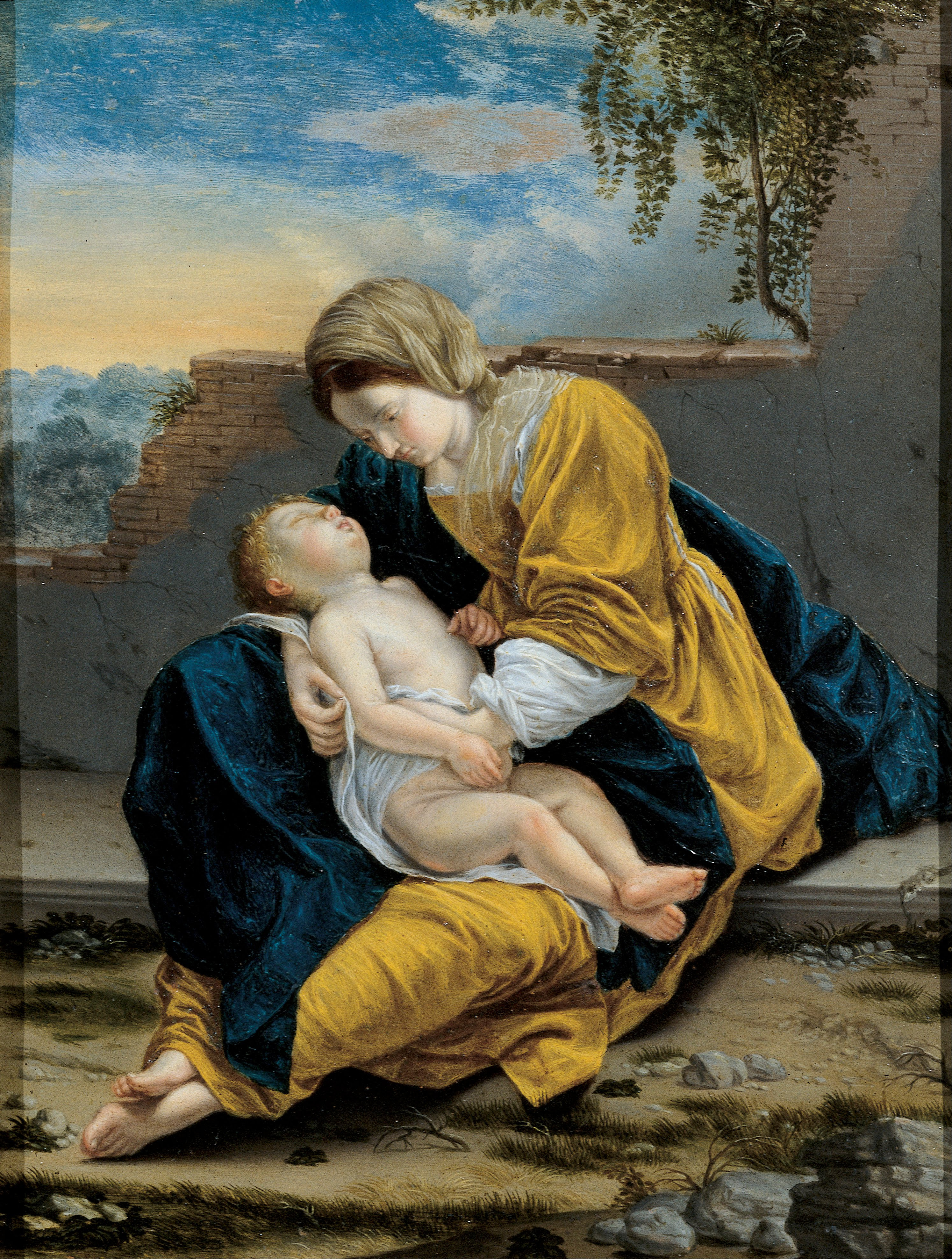
奧拉齊奧·真蒂萊斯基的《懷抱聖子的聖母（義大利語：Madonna col Bambino dormiente (Orazio Gentileschi)）》，30.8 × 20.4cm，約作於1615－1620年，1867年始藏，藏於紅宮。
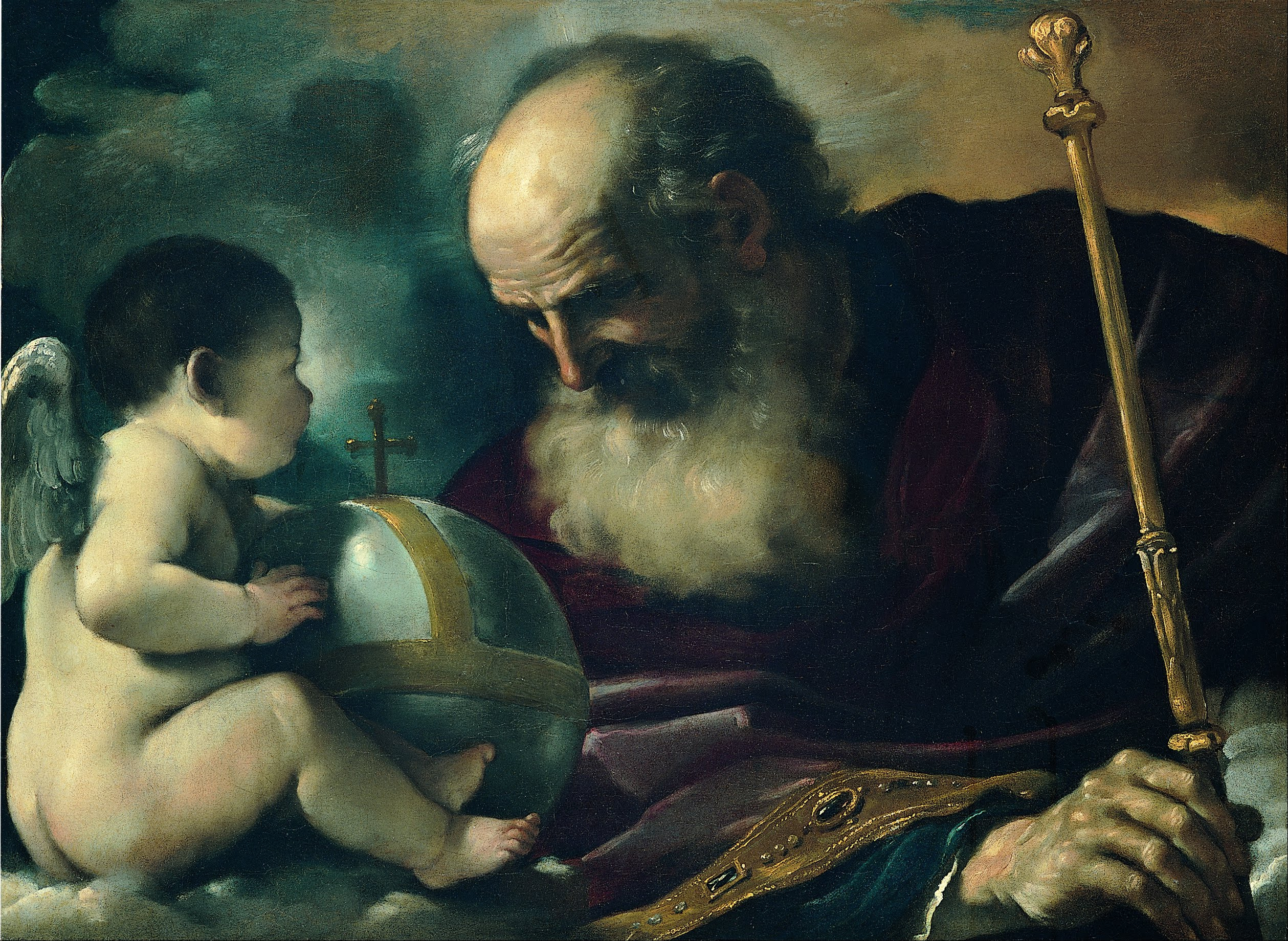
圭尔奇诺的《上帝和小天使》（Padre eterno con un Angioletto），66 × 91cm，約作於1620年，1748年始藏，藏於紅宮。
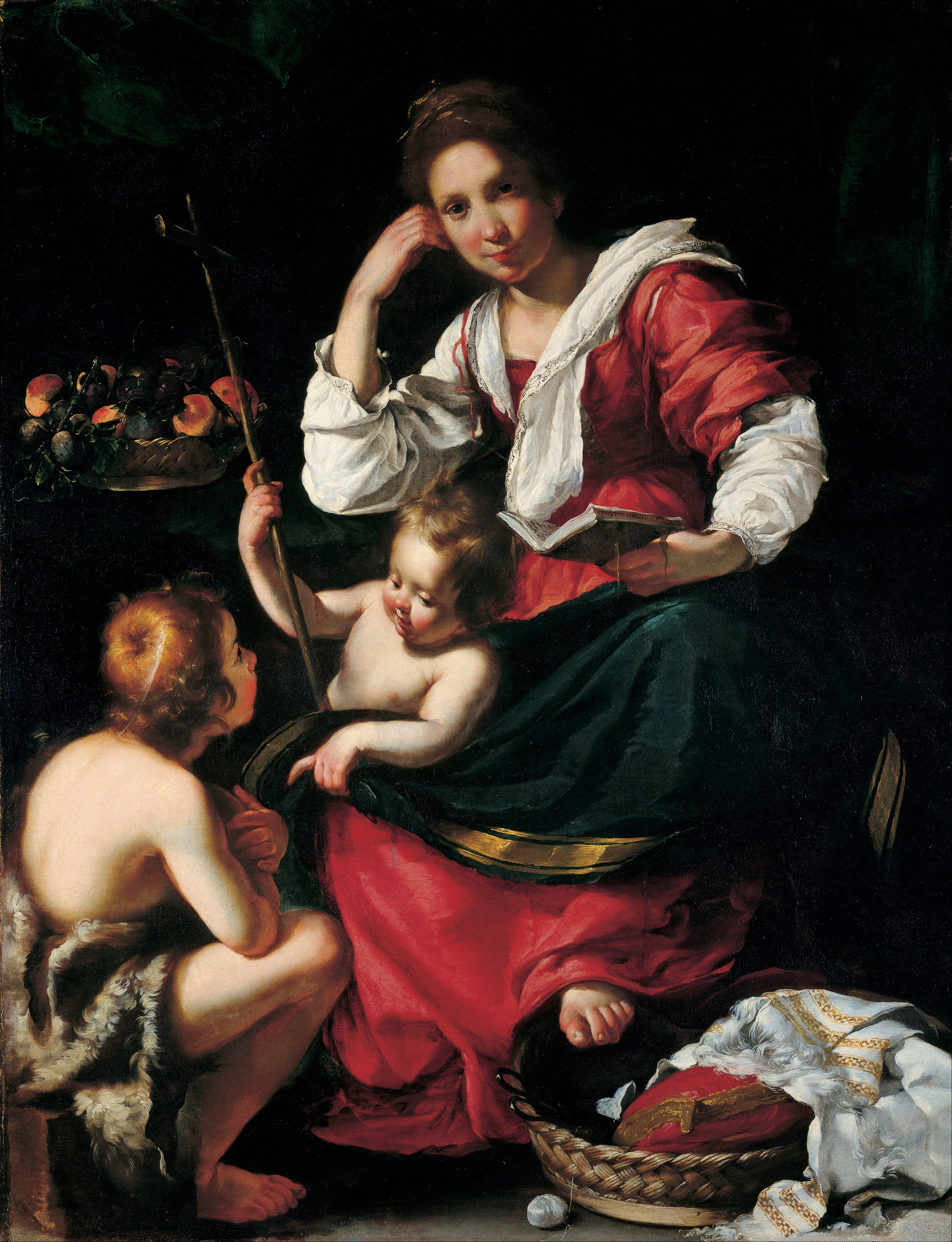
貝爾納多·斯特羅齊的《聖母子和聖施洗者約翰》（Madonna col Bambino e San Giovannino），158 × 126cm，約作於1620年，1748年始藏，藏於紅宮。
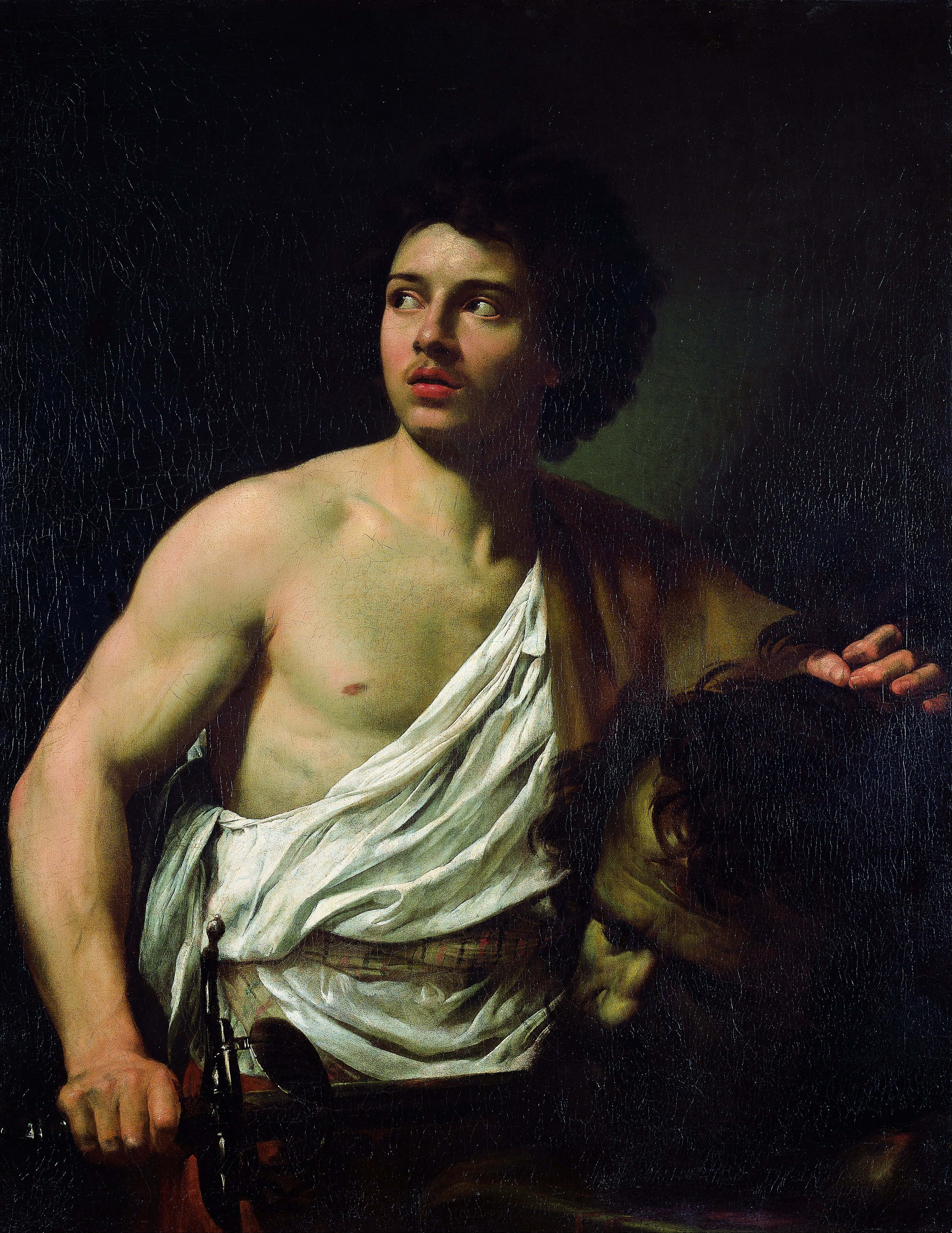
西蒙·武埃的《提著歌利亞頭顱的大衛》（Davide con la testa di Golia），121 × 94cm，約作於1620－1621年，1923年始藏，藏於白宮。
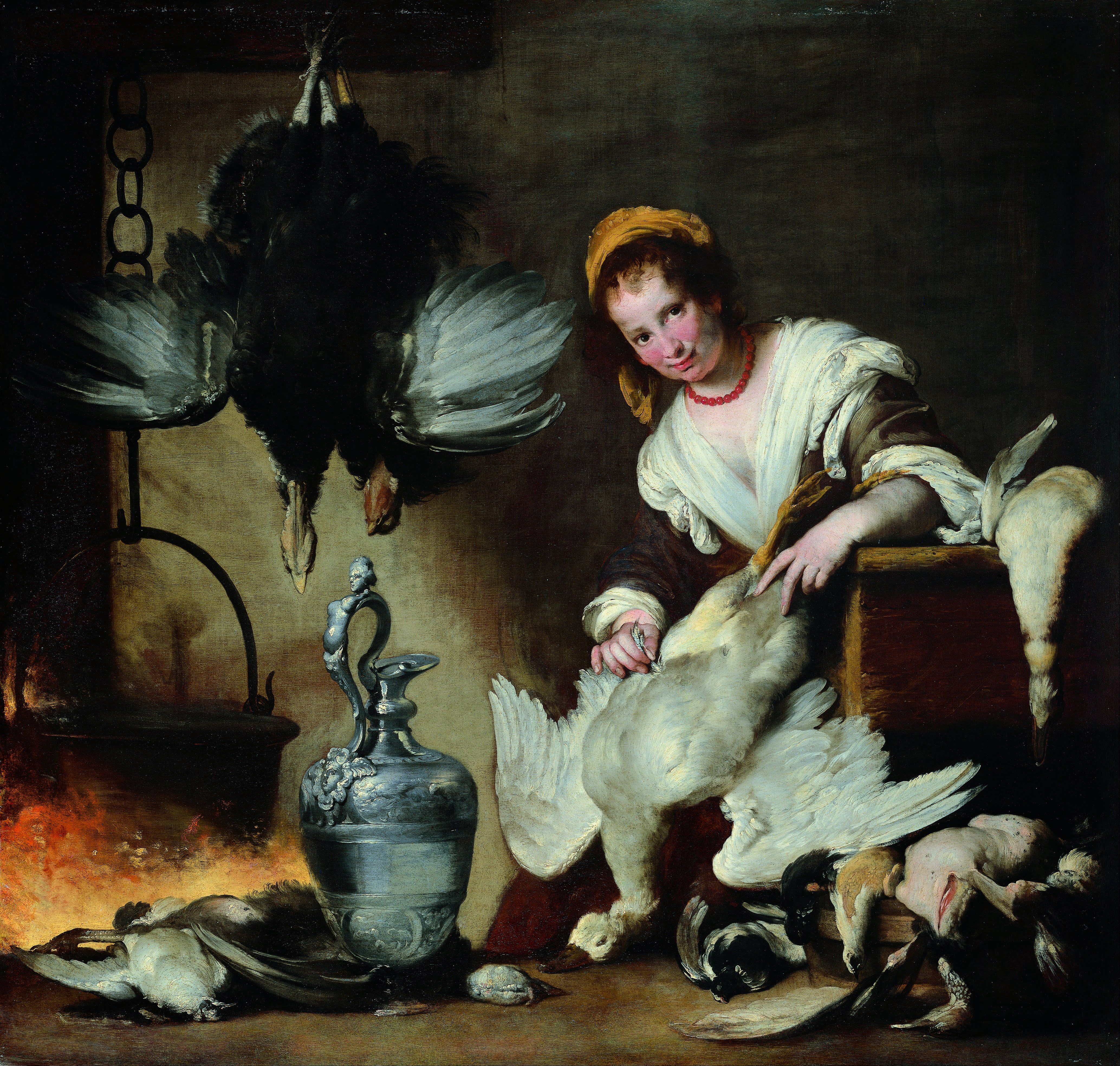
貝爾納多·斯特羅齊的《廚娘（義大利語：La cuoca）》，176 × 185cm，約作於1625年，1684年始藏，藏於紅宮。
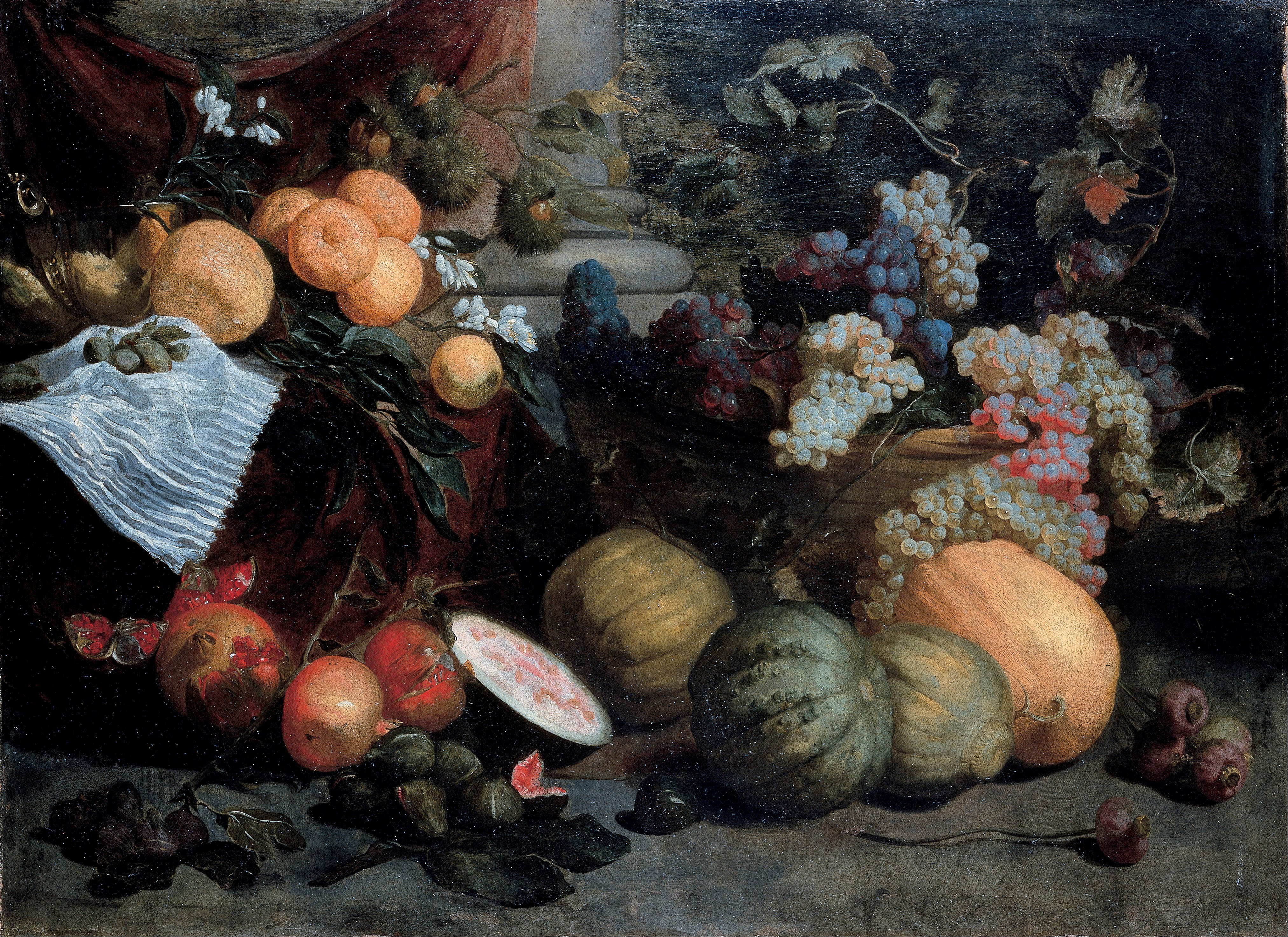
揚·魯斯（英语：Jan Roos (painter)）的《水果靜物畫》（Natura morta），100 × 138cm，約作於1625－1630年，1929年始藏，藏於白宮。
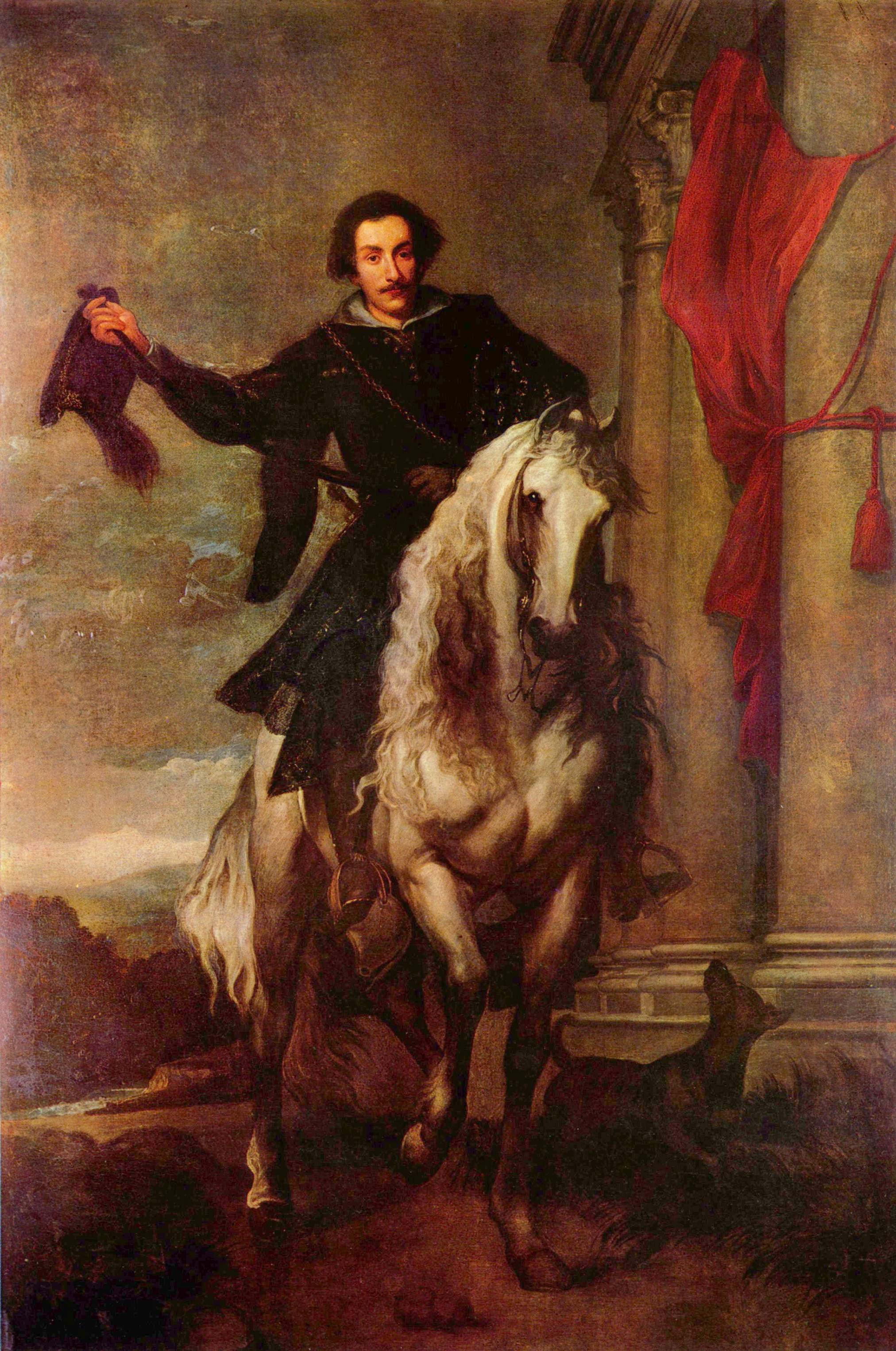
安東尼·范戴克的《安東·朱利奧·布里尼奧萊-薩萊肖像畫（義大利語：Ritratto equestre di Anton Giulio Brignole-Sale）》，282 × 192cm，約作於1627年，1627年始藏，藏於紅宮。
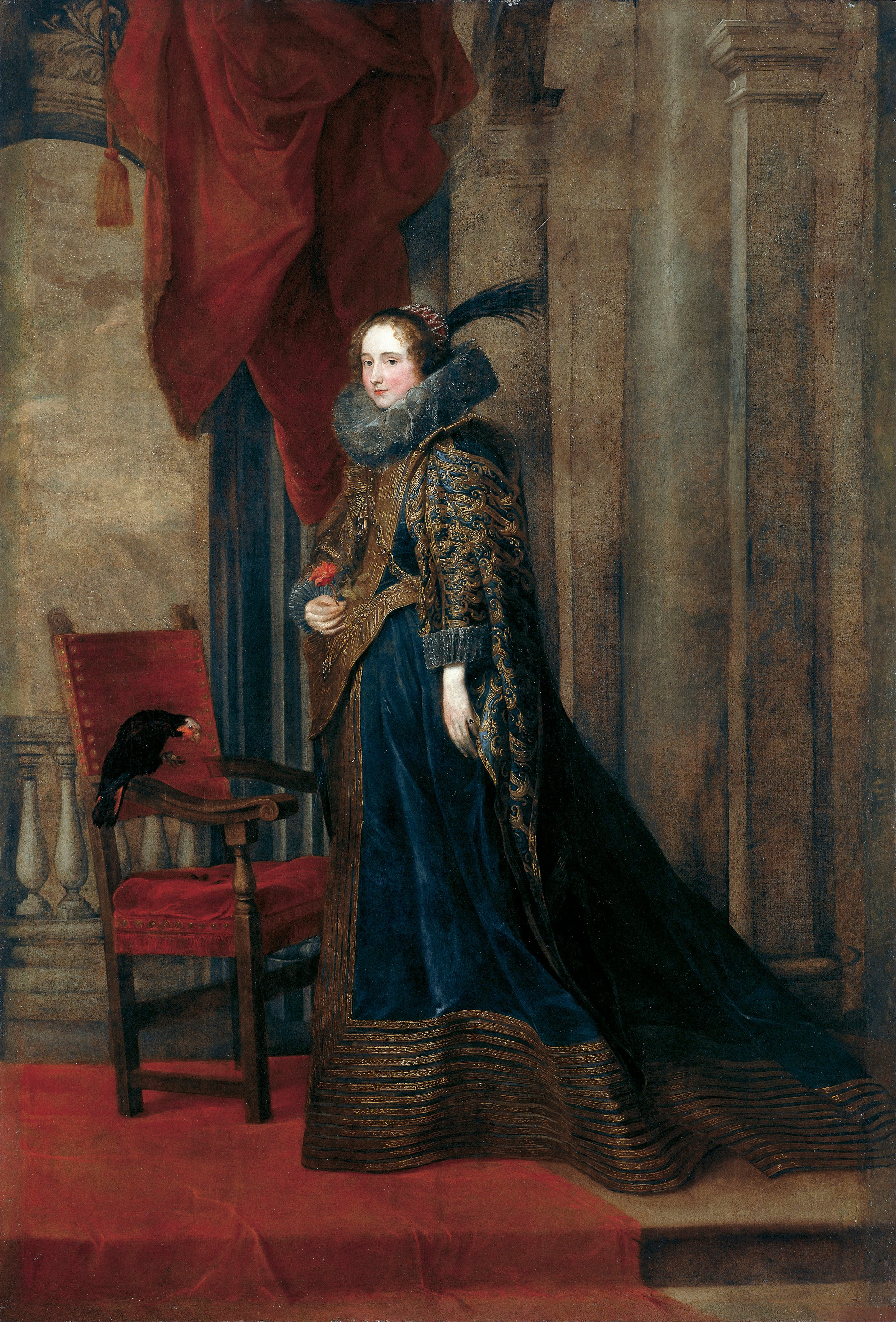
安東尼·范戴克的《寶麗娜·阿多爾諾·布里尼奧萊-薩萊肖像（義大利語：Ritratto di Paolina Adorno Brignole-Sale）》，286 × 151cm，約作於1627年，1627年始藏，藏於紅宮。
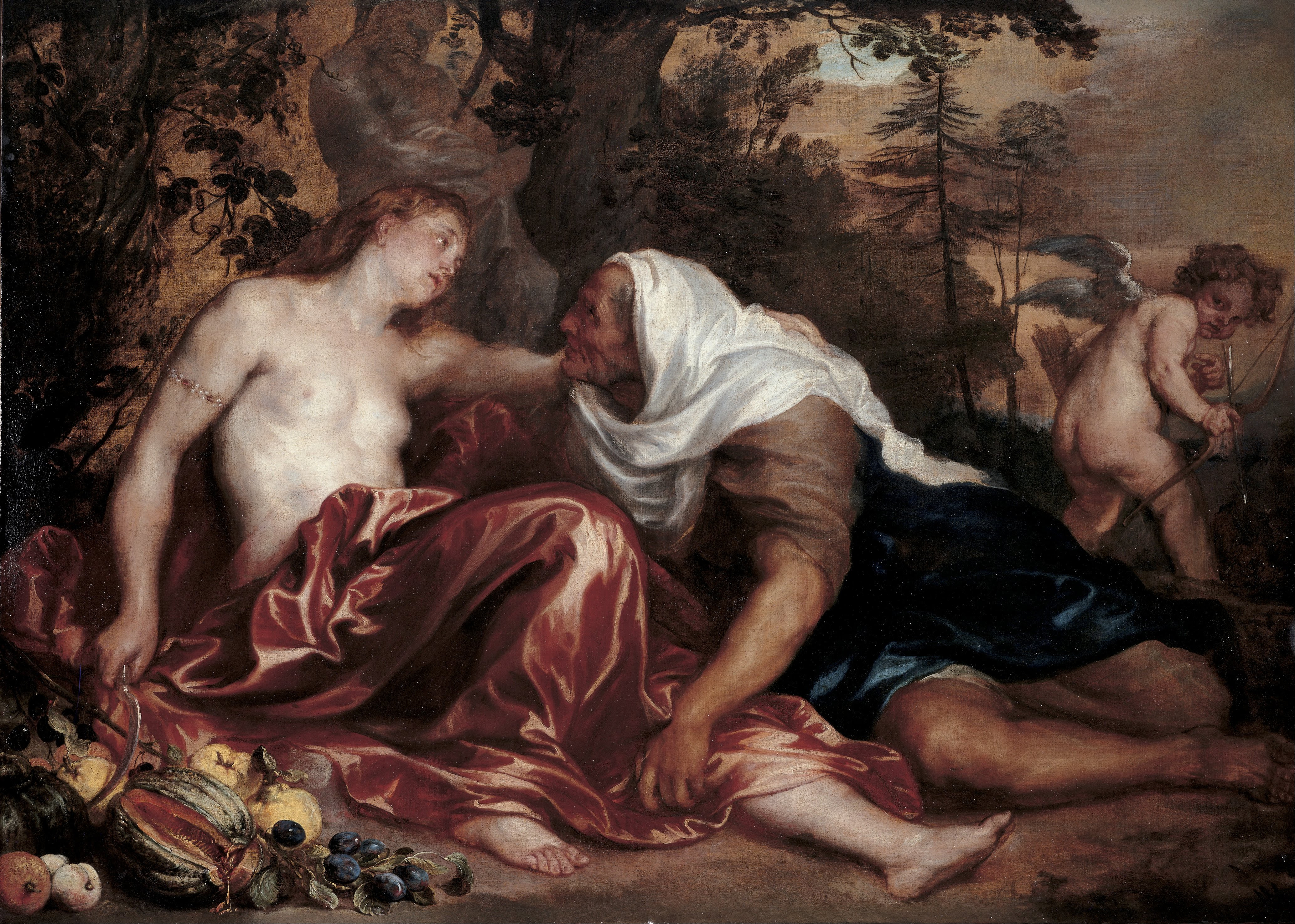
安東尼·范戴克的《維爾圖努斯和波摩納》（Vertumno e Pomona），142 × 197cm，約作於1627年，1959年始藏，藏於白宮。
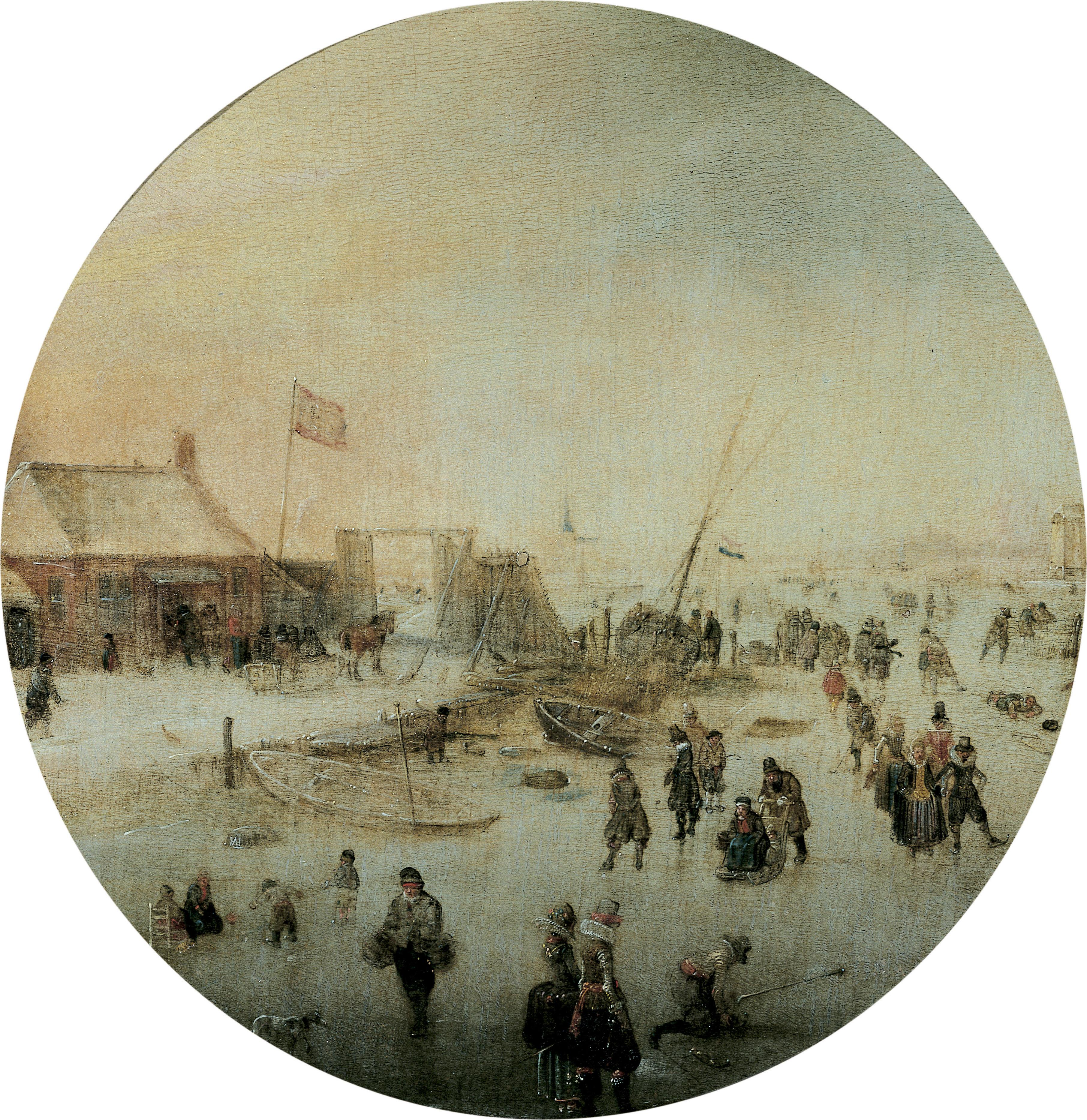
亨德里克·阿弗坎普的《與滑冰者的冬日旅行》（Paesaggio invernale con pattinatori e giocatori di hockey），直徑cm，約作於1630年，1684年始藏，藏於紅宮。
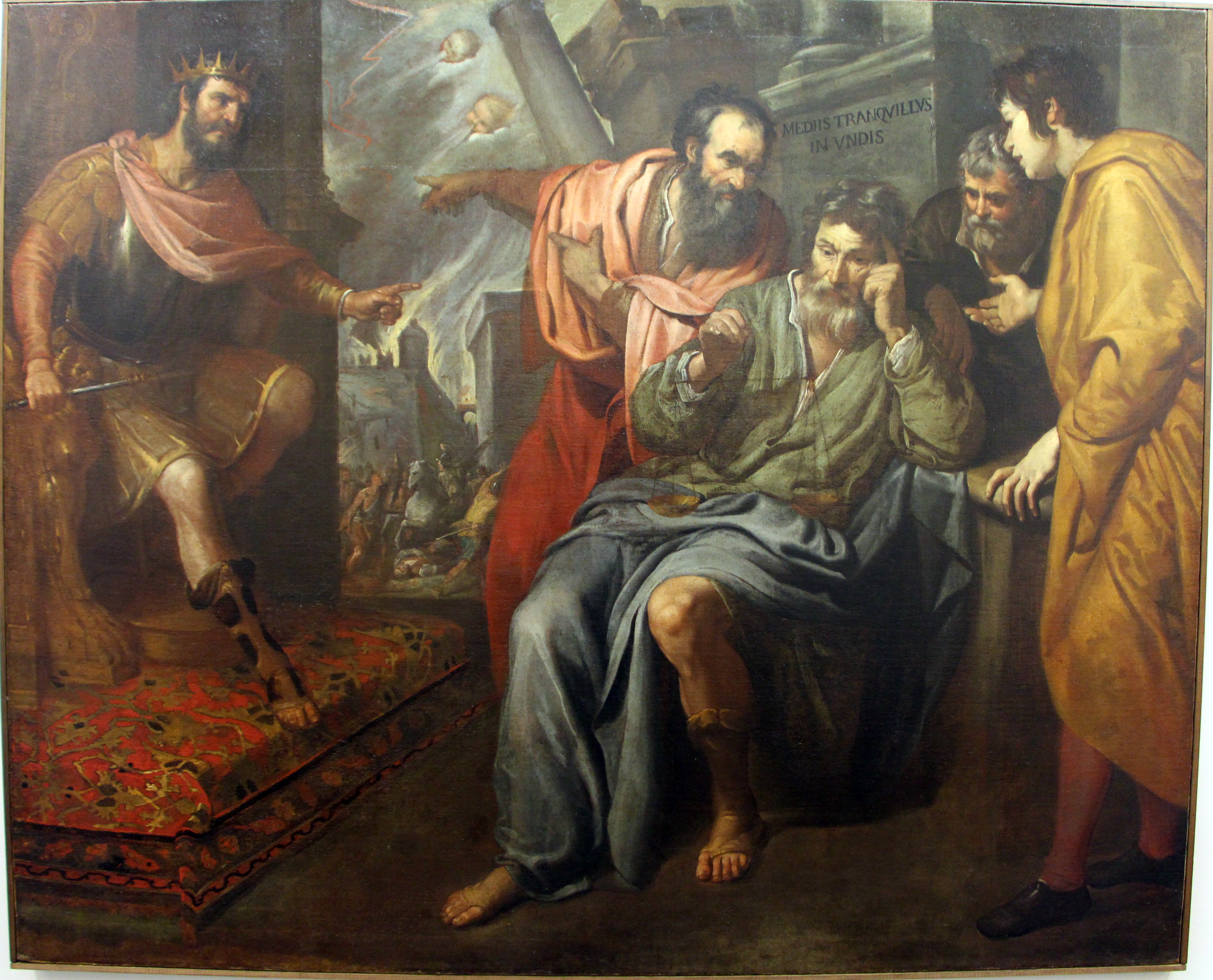
多梅尼科·菲亞塞拉（英语：Domenico Fiasella）的《波濤中自有寧靜》（Imperturbabilità di Anassarco），153 × 189cm，約作於1630－1635年，來源不詳，藏於白宮。
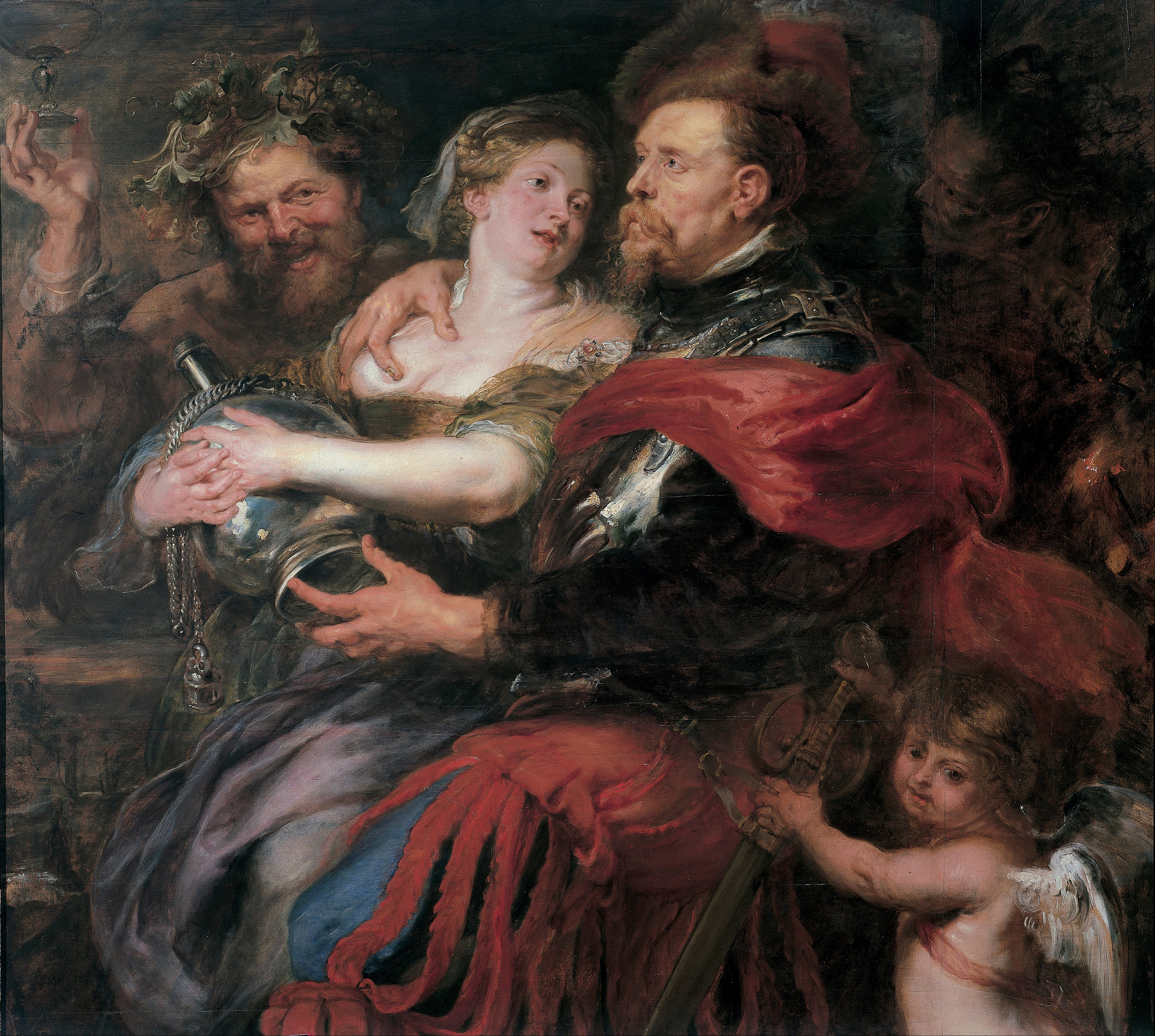
彼得·保羅·魯本斯的《維納斯和戰神》（Venere e Marte），133 × 142cm，約作於1632－1635年，1889年始藏，藏於白宮。
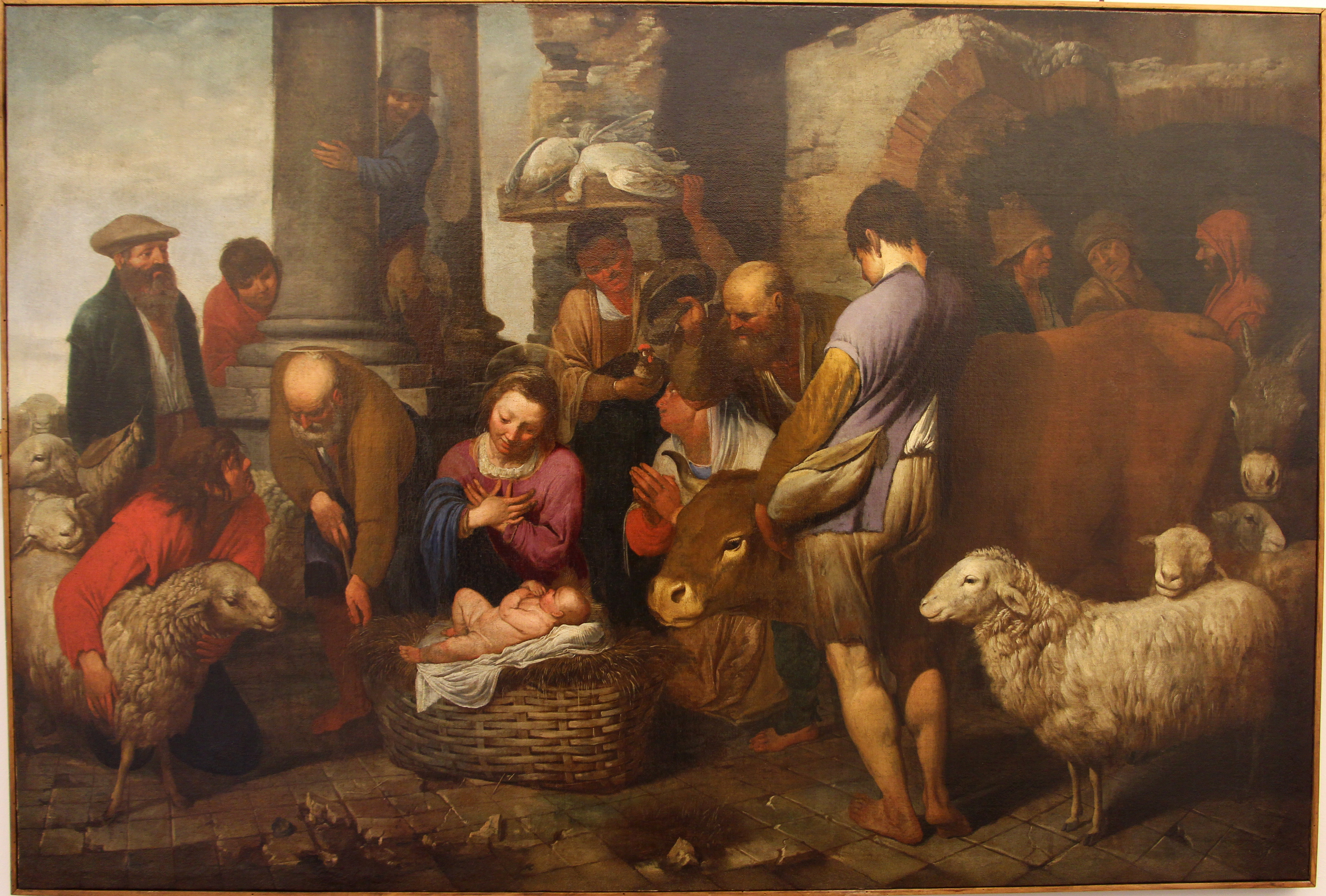
安東尼奧·特拉維（英语：Antonio Travi）的《牧羊人的崇拜》（Adorazione dei pastori），102 × 152cm，約作於1635年，1920年始藏，藏於白宮。
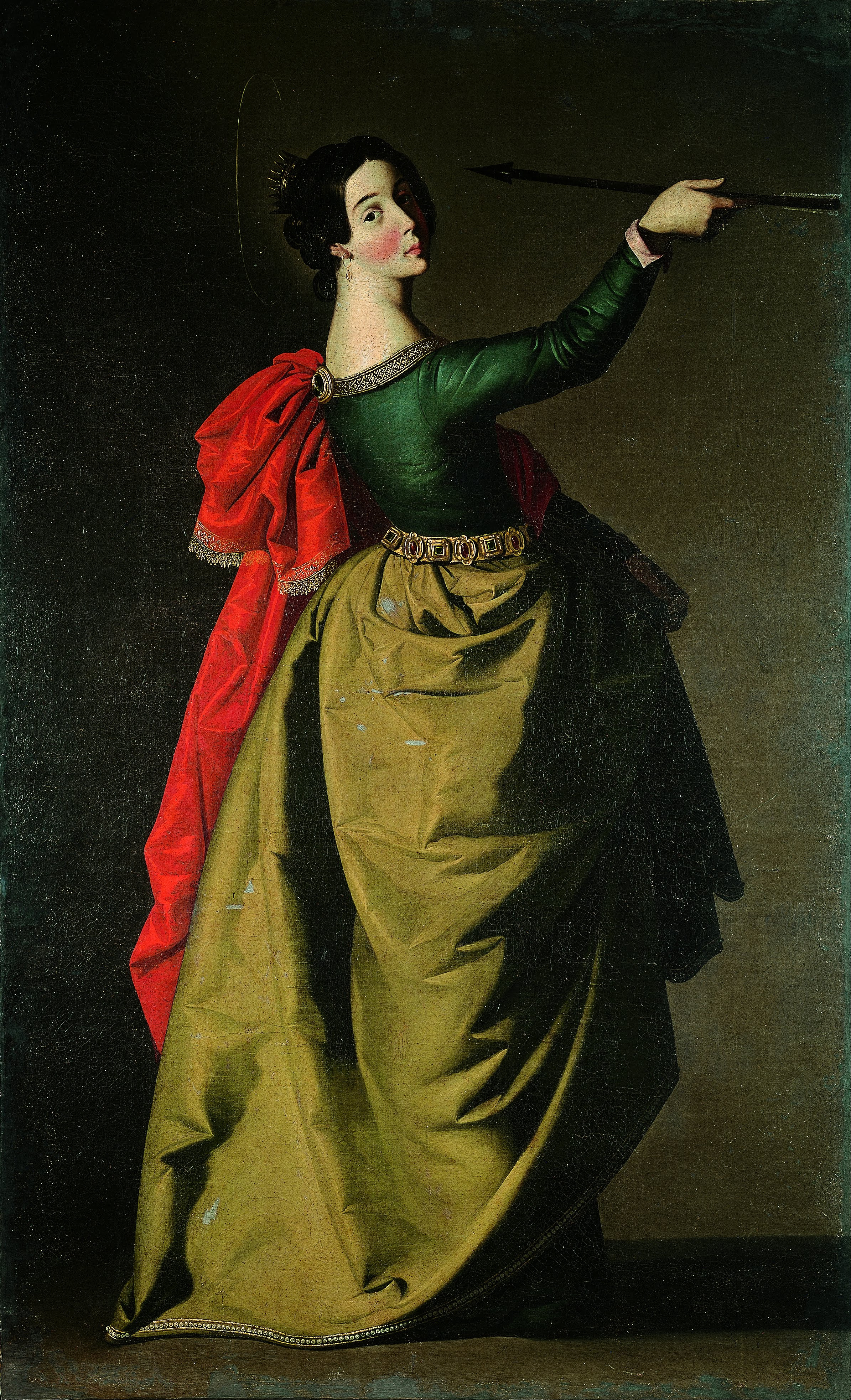
法蘭西斯科·德·祖巴蘭的《聖烏蘇拉》（Sant'Orsola），171 × 105cm，約作於1635－1640年，1889年始藏，藏於白宮。
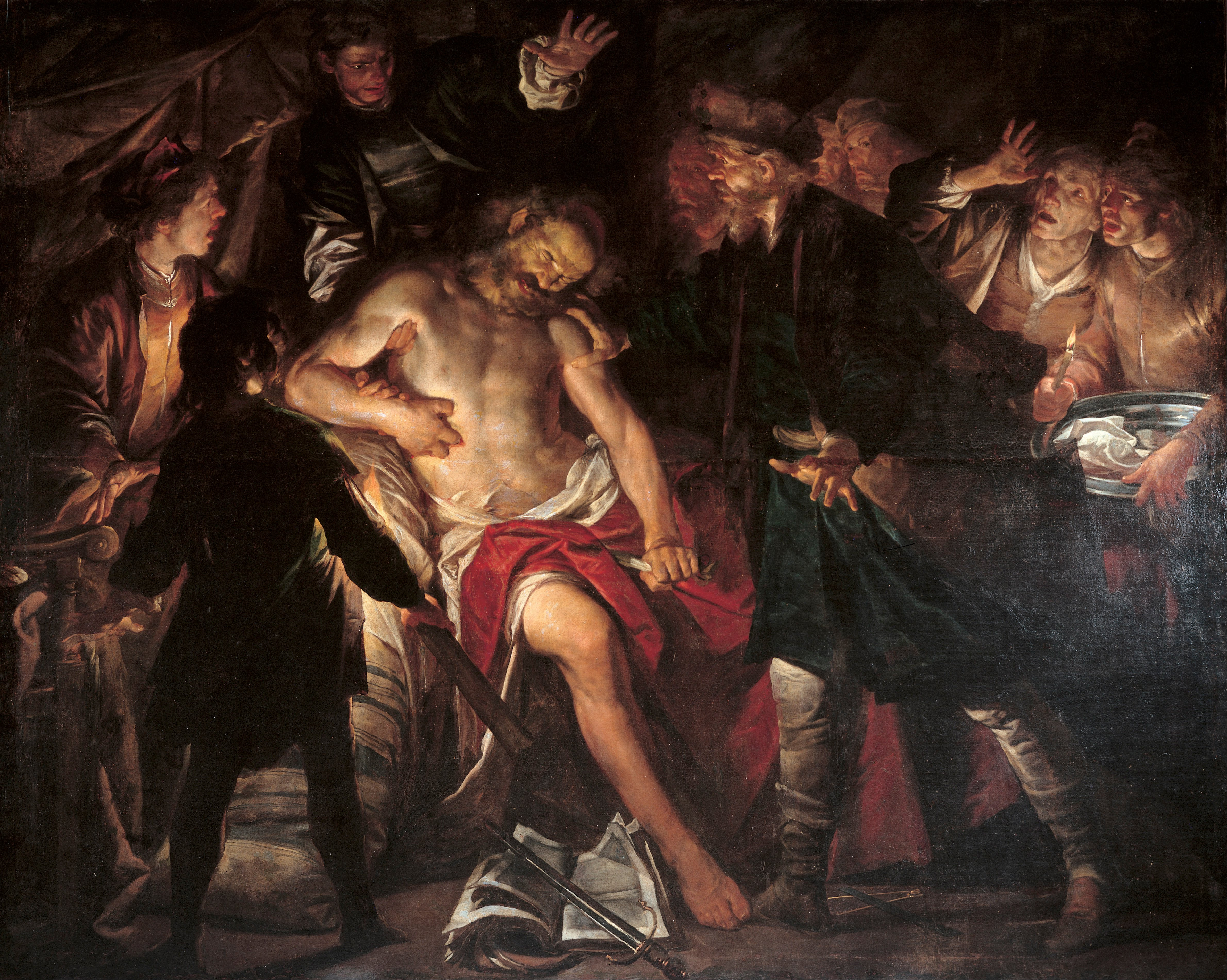
喬阿基諾·阿塞雷托（英语：Gioacchino Assereto）的《小加圖之死》（Morte di Catone），203 × 278cm，約作於1640年，1924年始藏，藏於白宮。
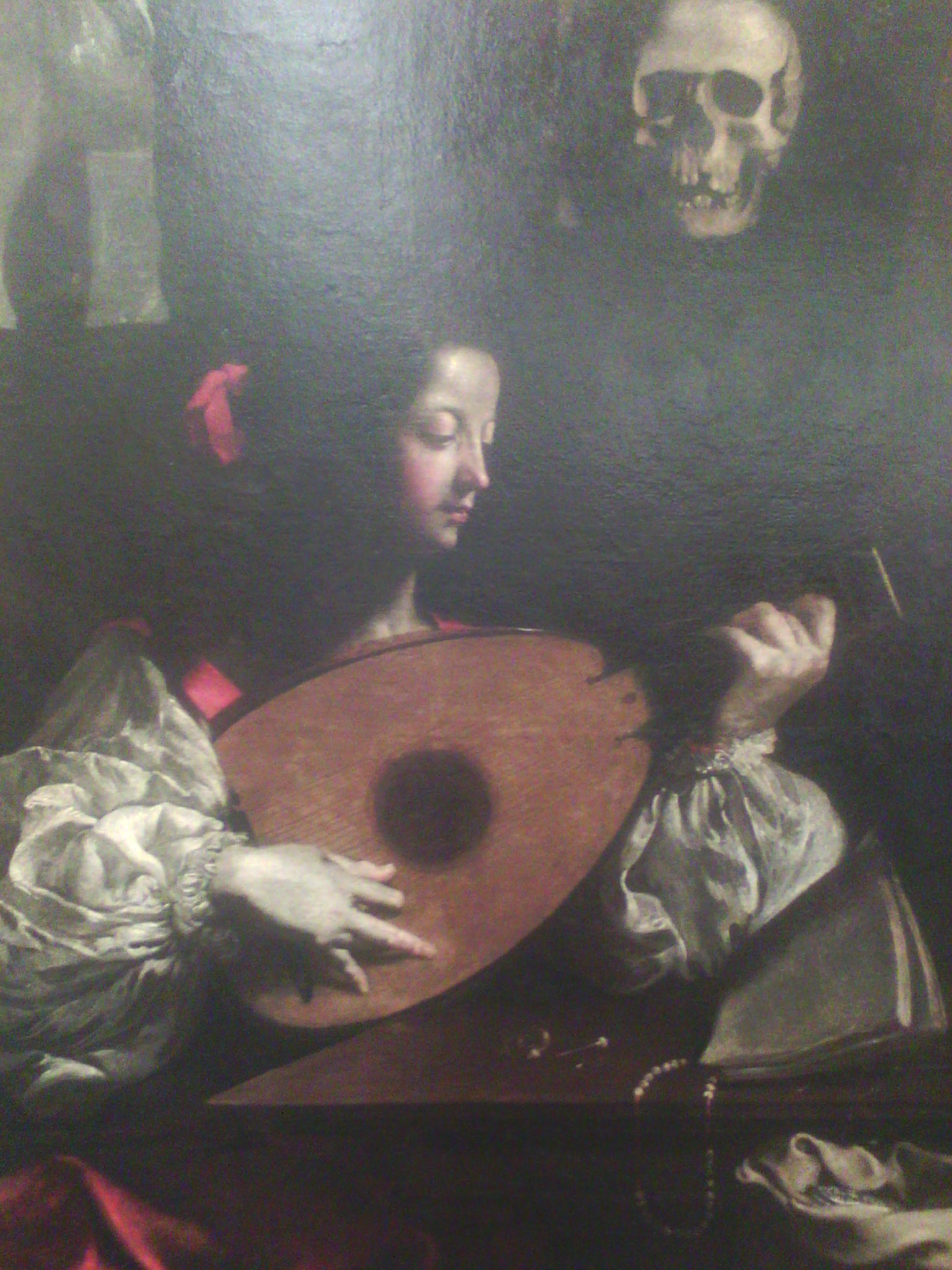
路易吉·米拉多利（英语：Luigi Miradori）的《魯特琴演奏家》（Suonatrice di Liuto），136 × 100cm，約作於1640年，1874年始藏，藏於紅宮。
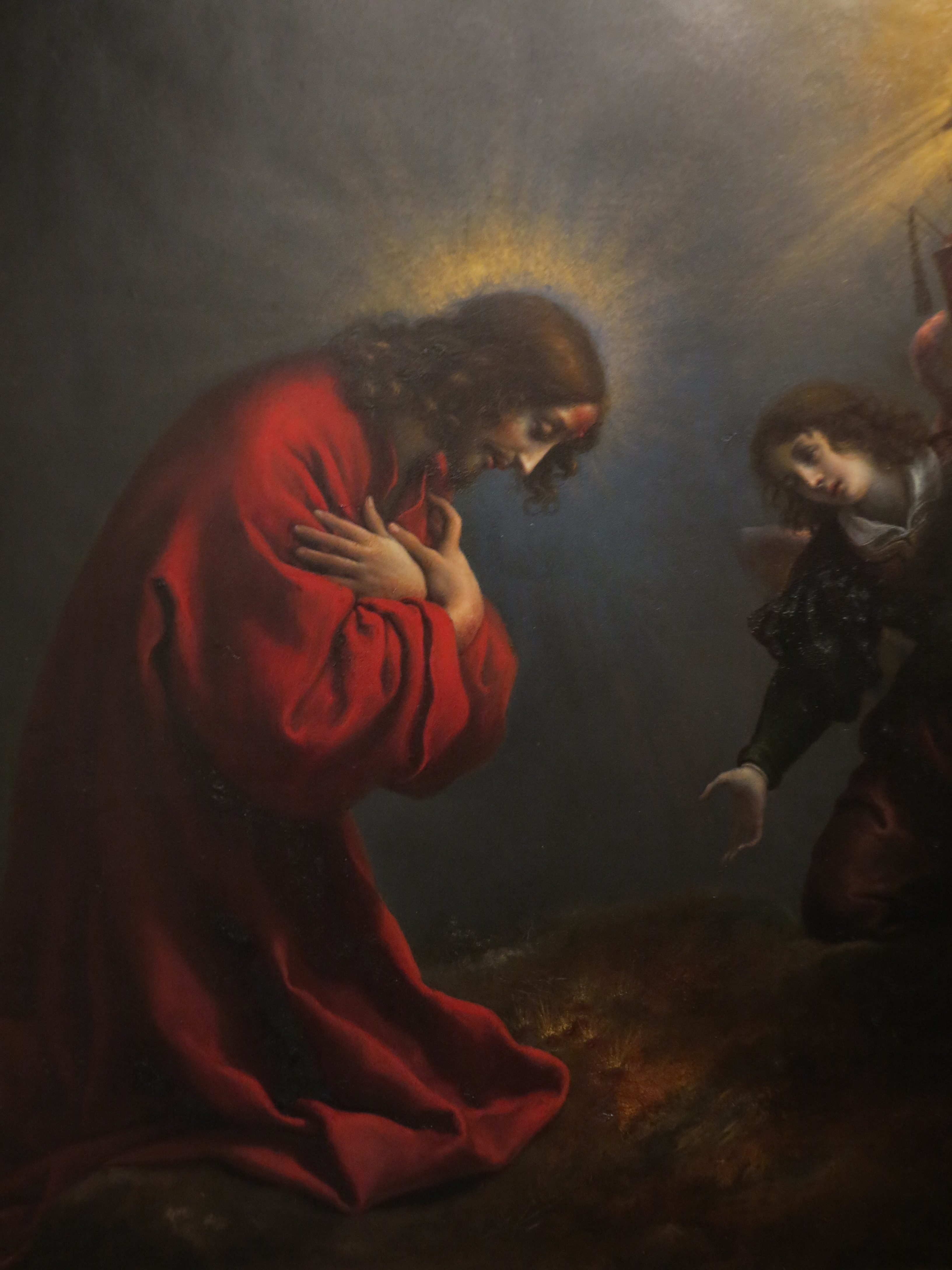
卡洛·多爾齊（英语：Carlo Dolci）的《果園裡的基督》（Cristo nell'orto di Getzemani），40 × 30cm，約作於1643年，1728年始藏，藏於紅宮。
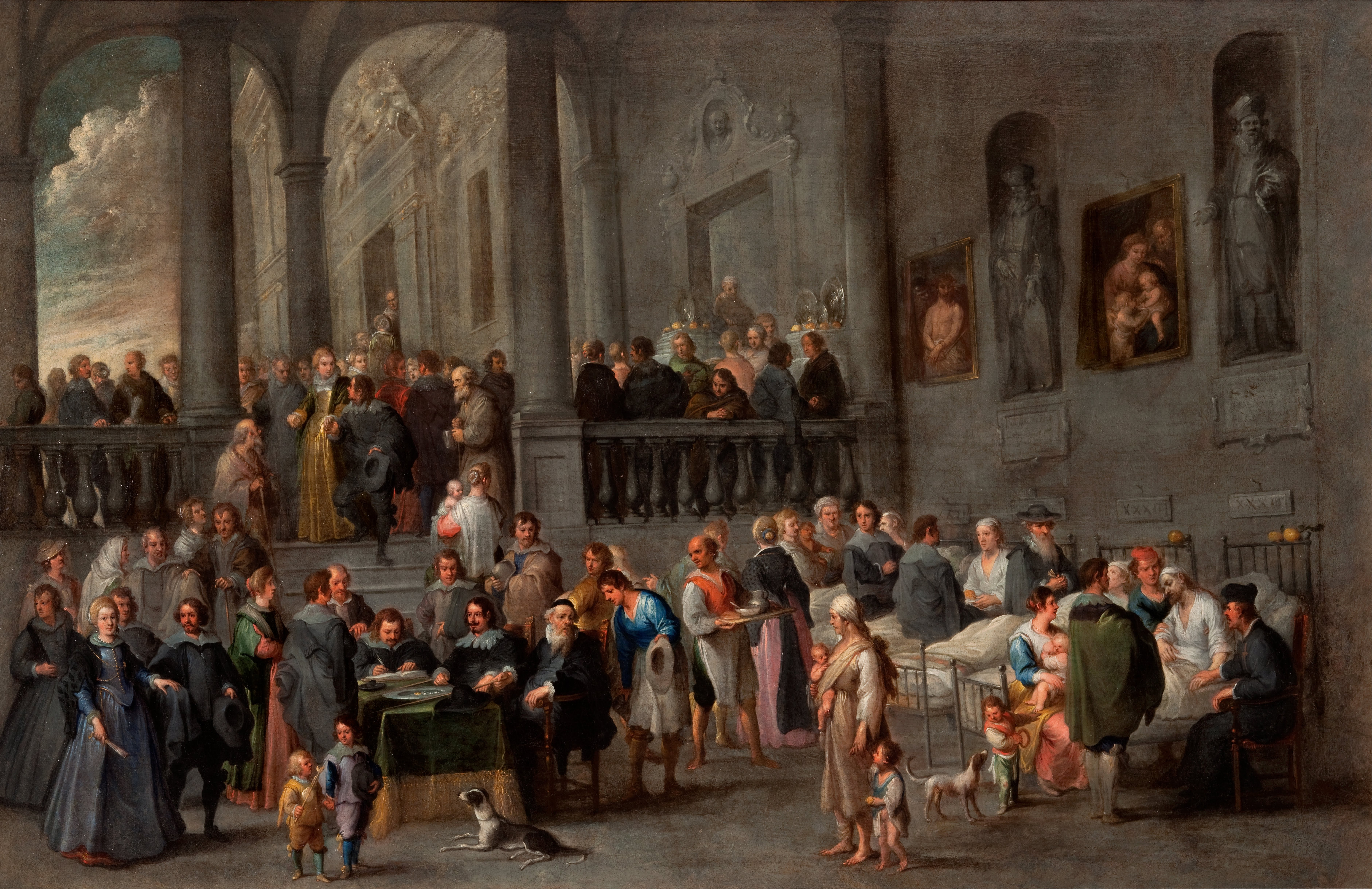
科內利斯·德·瓦爾（英语：Cornelis de Wael）的《探訪病人》（Visitare gli infermi），99 × 125cm，約作於1640－1644年，1948年始藏，藏於白宮。
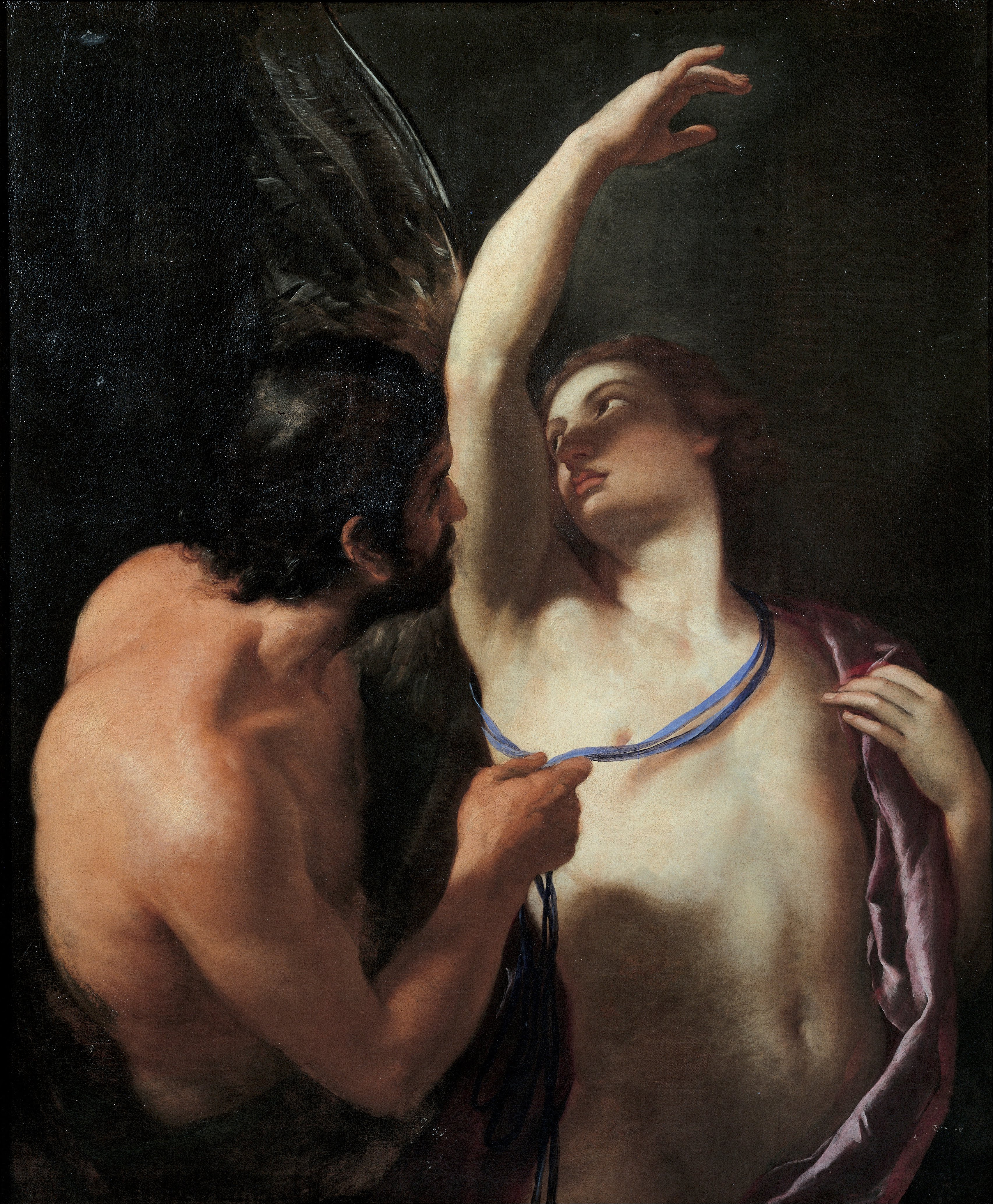
安德烈·薩基的《代達羅斯和伊卡洛斯》（Dedalo e Icaro），147 × 117cm，約作於1645年，1748年始藏，藏於紅宮。
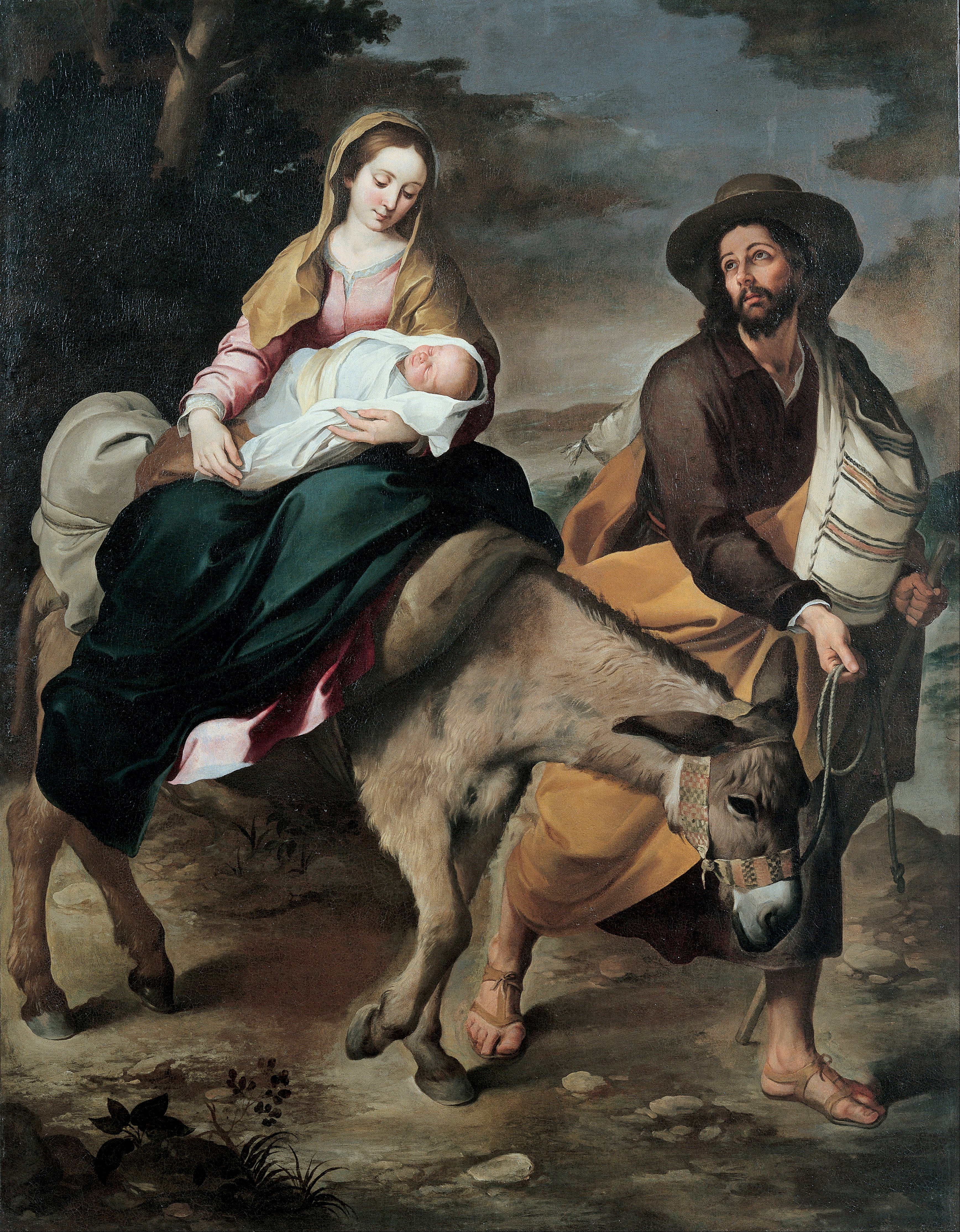
巴托洛梅·埃斯特班·穆里羅的《逃至埃及》（Fuga in Egitto），210 × 63cm，約作於1645－1650年，1684年始藏，藏於白宮。
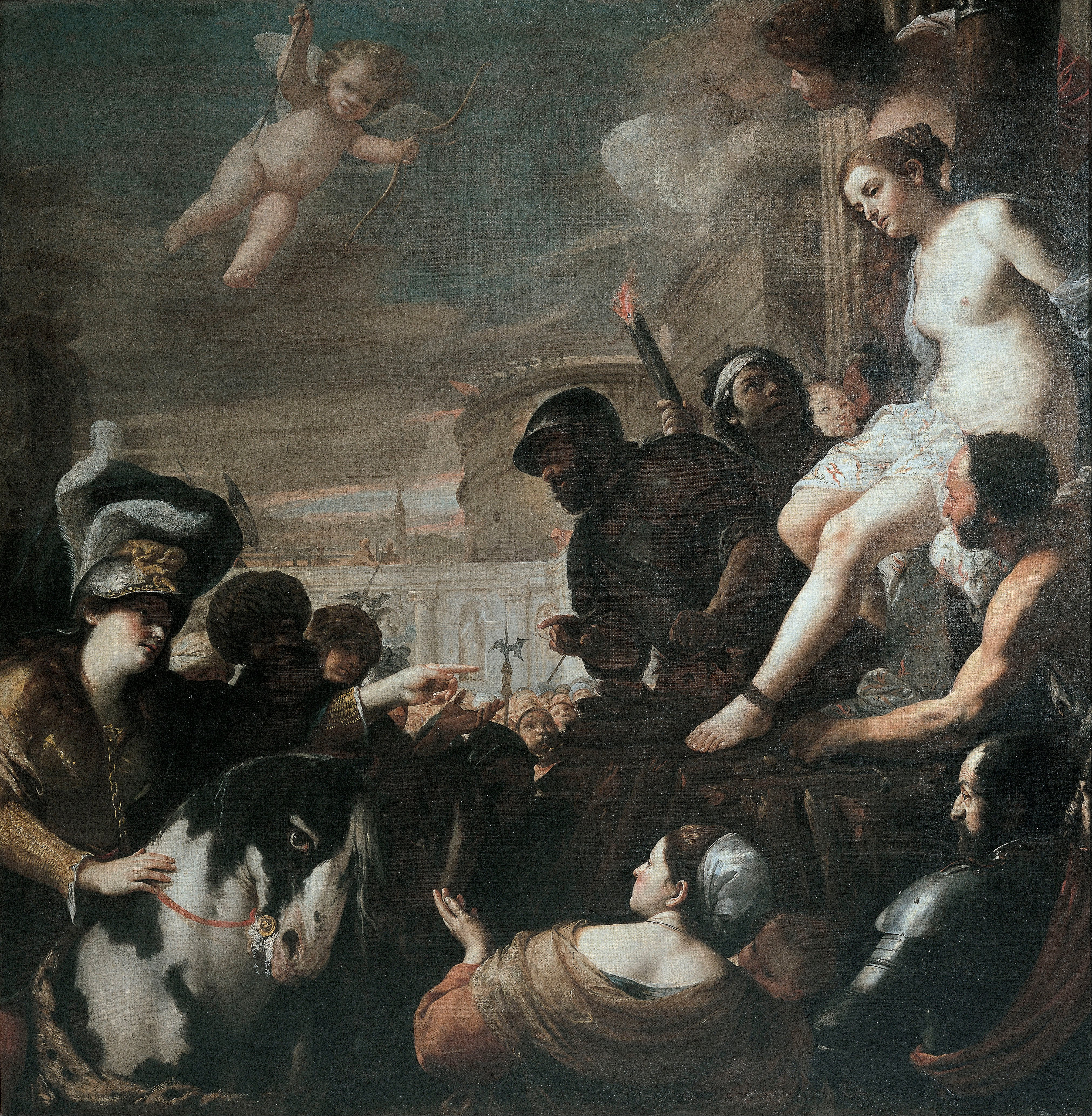
瑪蒂亞·普雷蒂（英语：Mattia Preti）的《克羅琳達拯救火刑架上的奧林多與索夫隆妮婭》（Clorinda libera Olindo e Sofronia dal rogo），248 × 245cm，約作於1646年，1684年始藏，藏於紅宮。
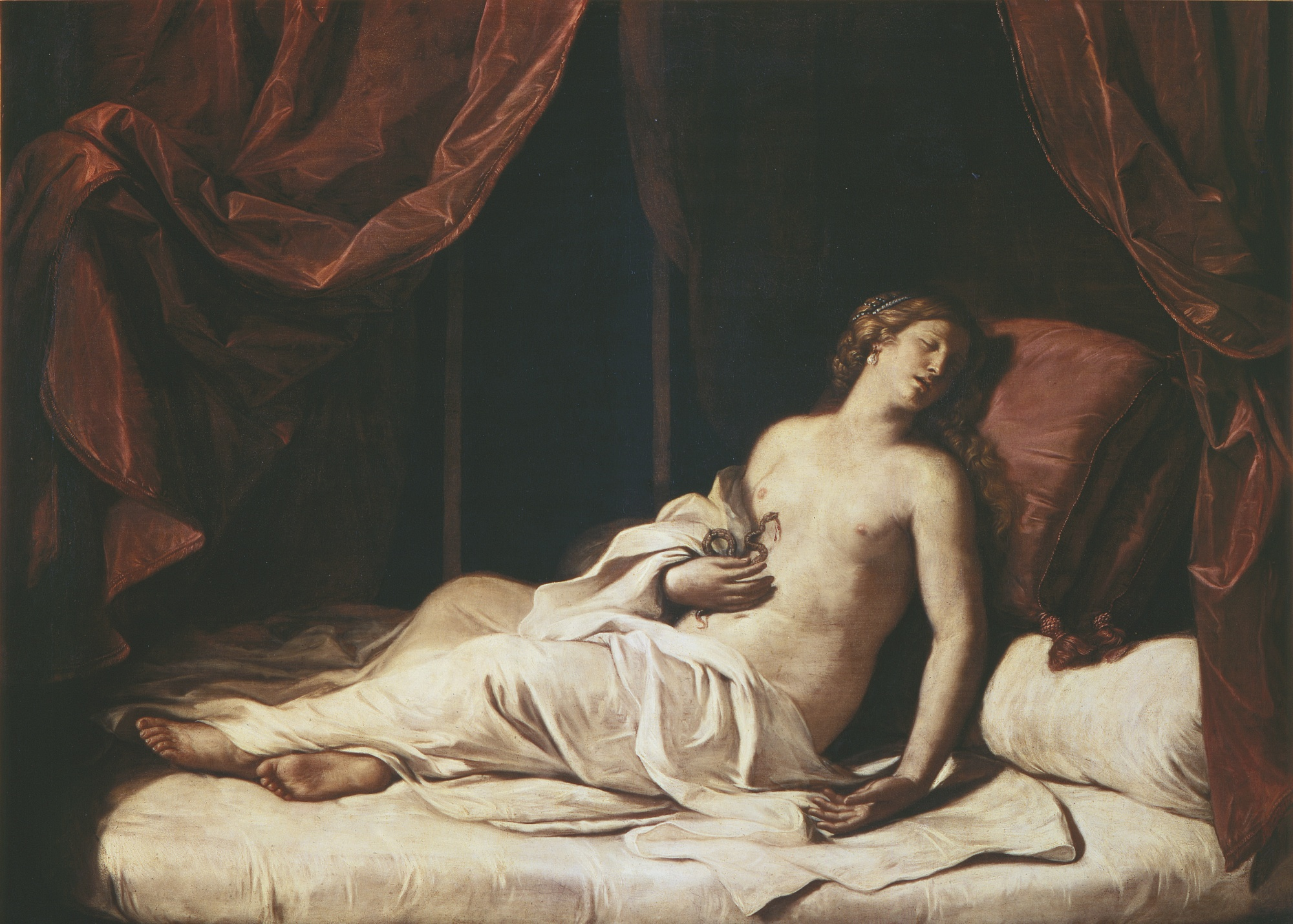
圭爾奇諾的《垂死的克麗奧佩特拉（義大利語：Cleopatra morente）》，173 × 237cm，約作於1648年，1750年始藏，藏於紅宮。
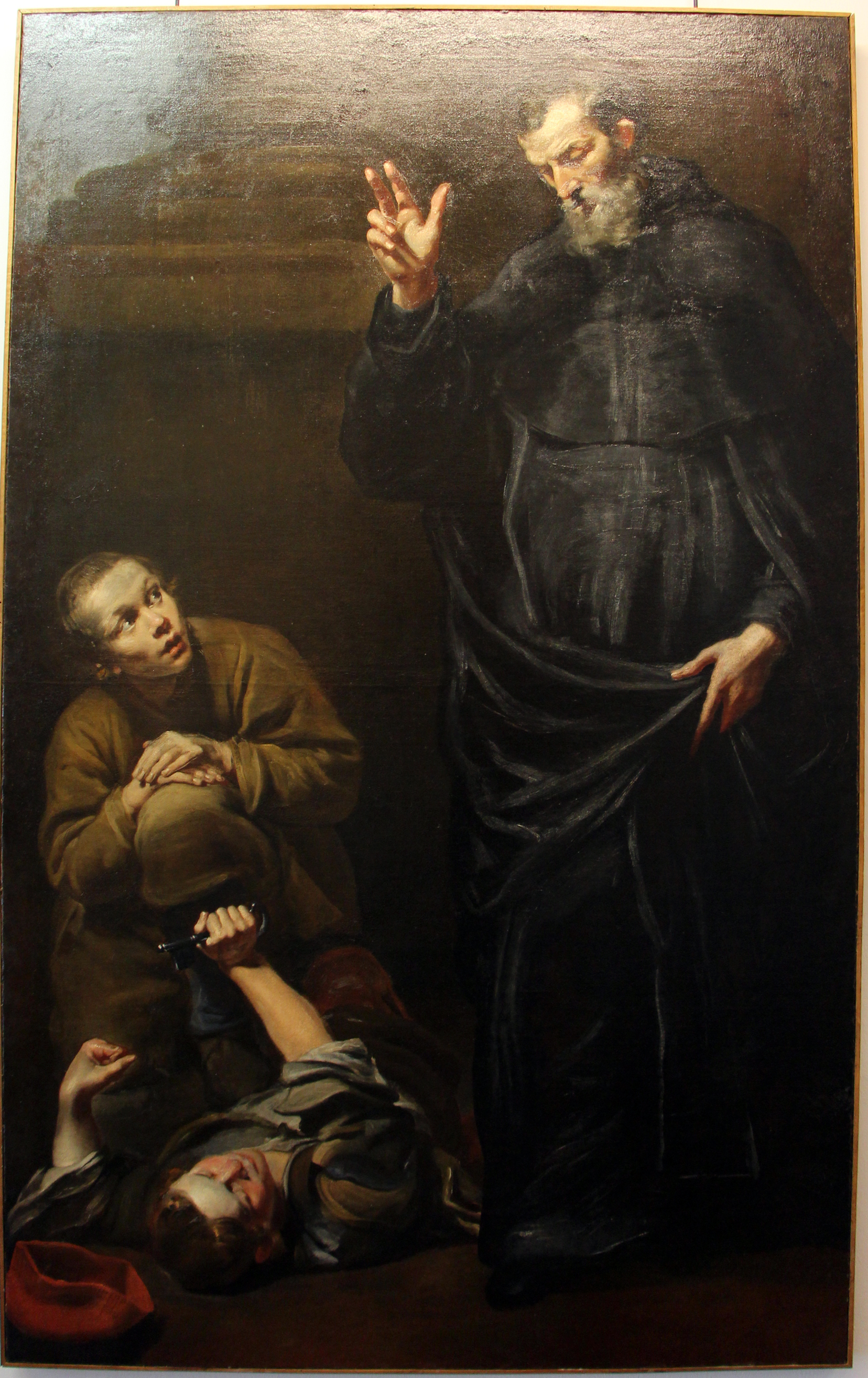
希爾維斯特羅·基耶薩（英语：Silvestro Chiesa）的《焦阿基諾·皮科洛米尼治癒癲癇男孩》（Beato Gioacchino Piccolomini risana un fanciullo epilettico），222 × 172cm，約作於1645-1650年，1884年始藏，藏於白宮。
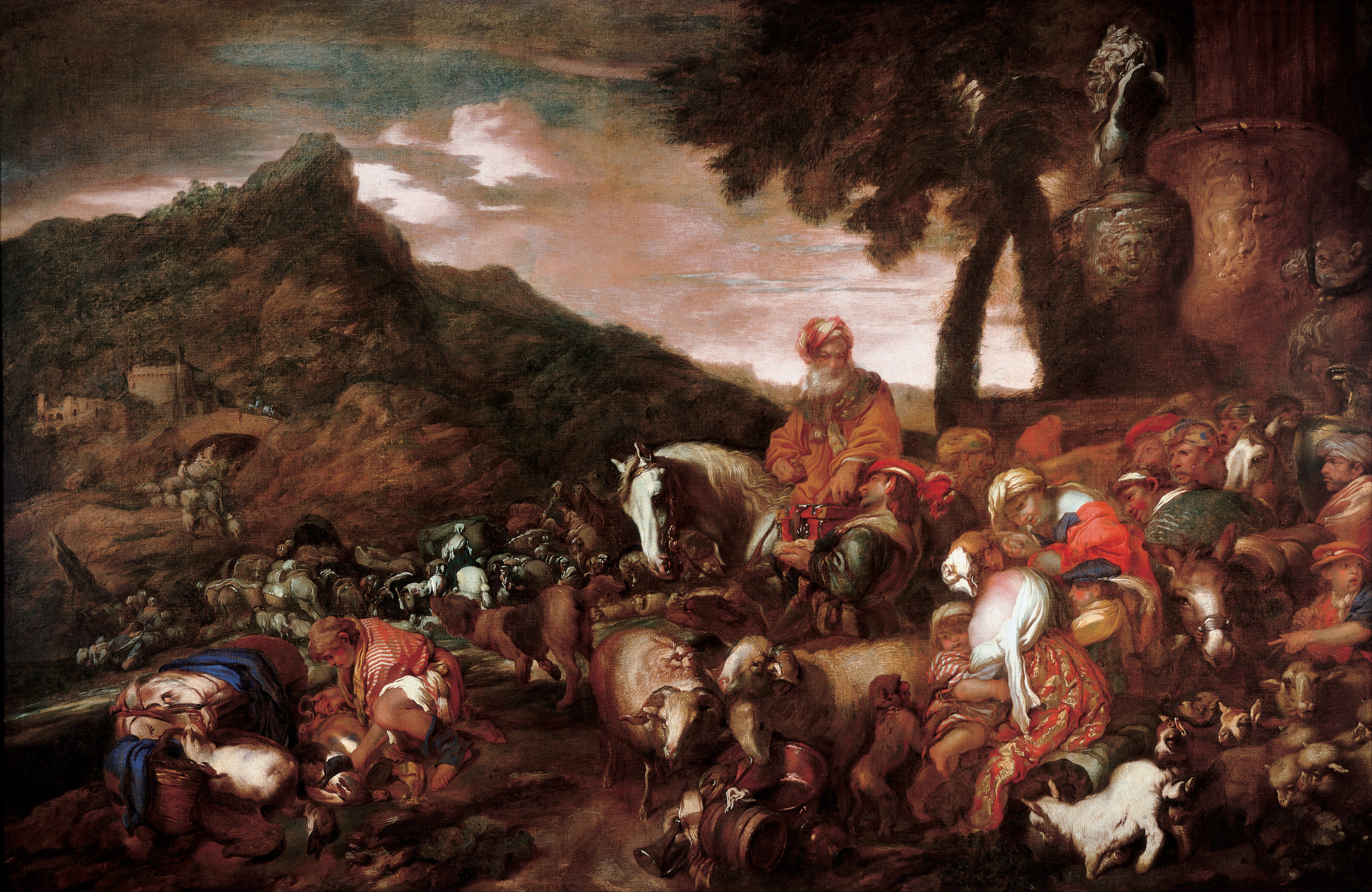
喬瓦尼·班奈迪托·卡斯蒂廖內（英语：Giovanni Benedetto Castiglione）的《亞伯拉罕家族遷徙》（Viaggio della famiglia di Abramo），186 × 282cm，約作於1654年，1684年始藏，藏於紅宮。
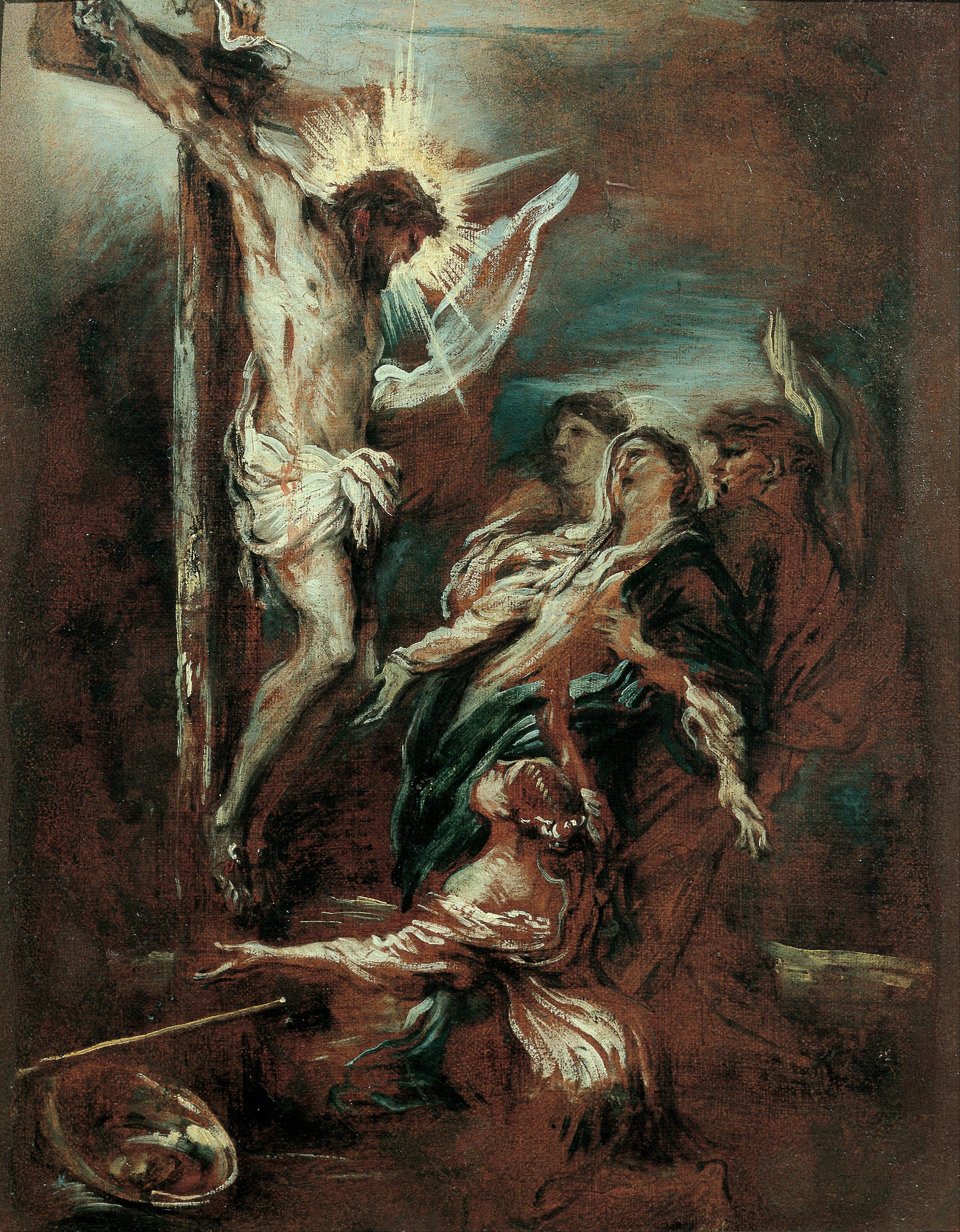
喬瓦尼·班奈迪托·卡斯蒂廖內的《耶穌受難》（Crocifissione），60 × 45cm，約作於1660年，1899年始藏，藏於白宮。
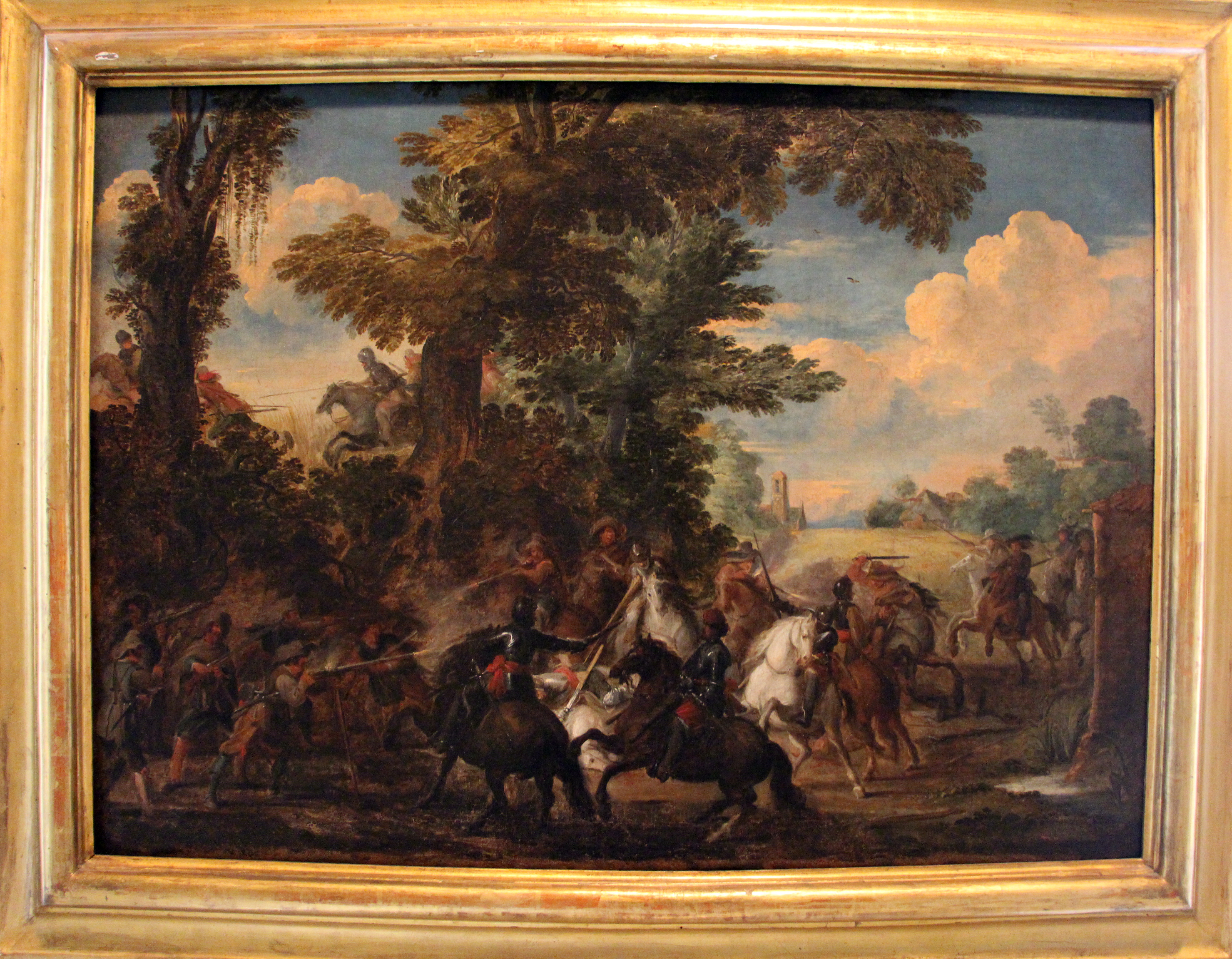
科內利斯·德·瓦爾的《火槍手與騎兵間的戰鬥》（Combattimento tra archibugieri e cavalleria），79 × 99cm，約作於1658－1659年，1717年始藏，藏於紅宮。
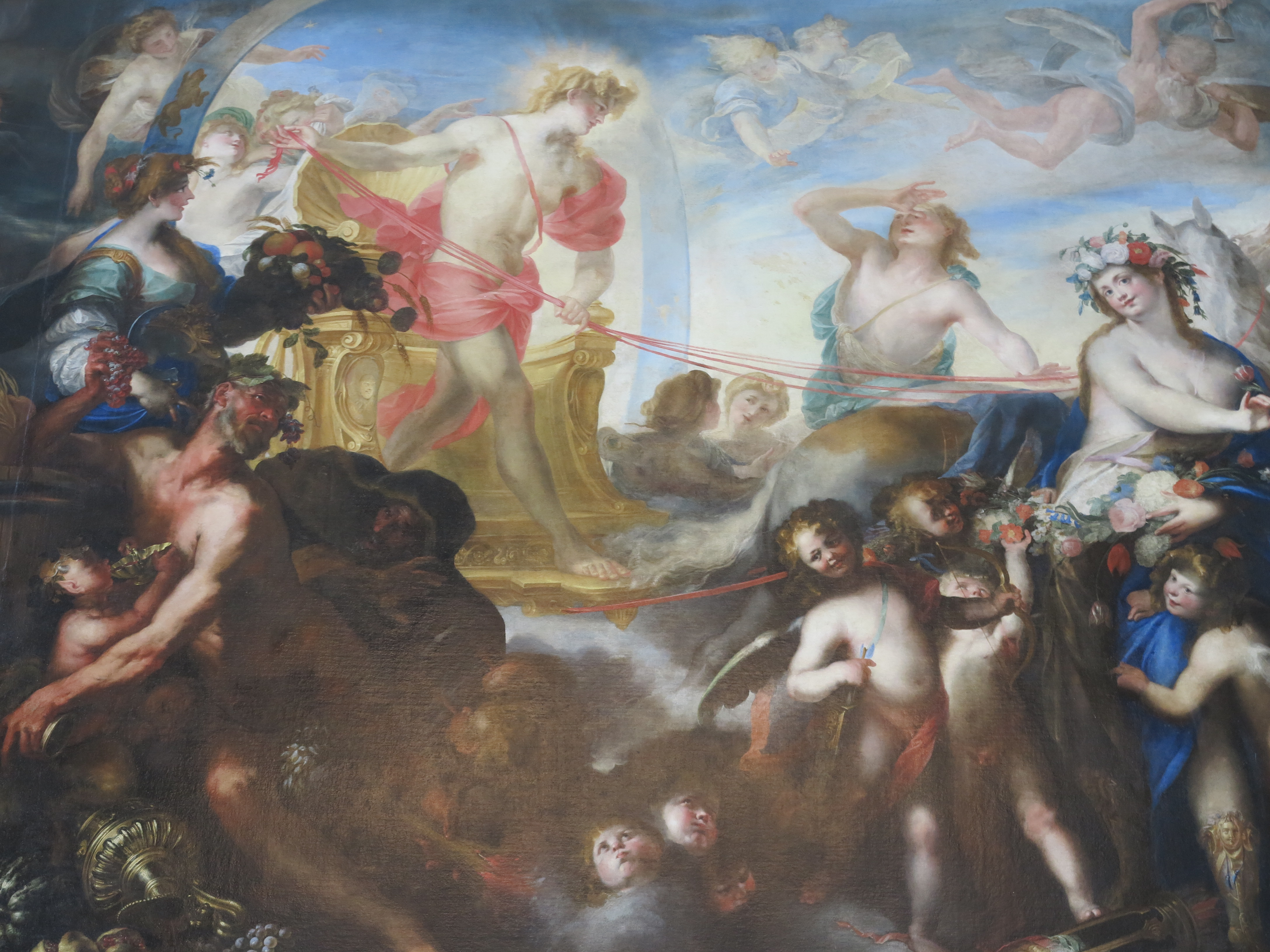
多梅尼科·皮奧拉（英语：Domenico Piola）的《太陽神戰車與四季之神》（carro del sole con le stagioni），300 × 437cm，約作於1687年，1689年始藏，藏於紅宮。
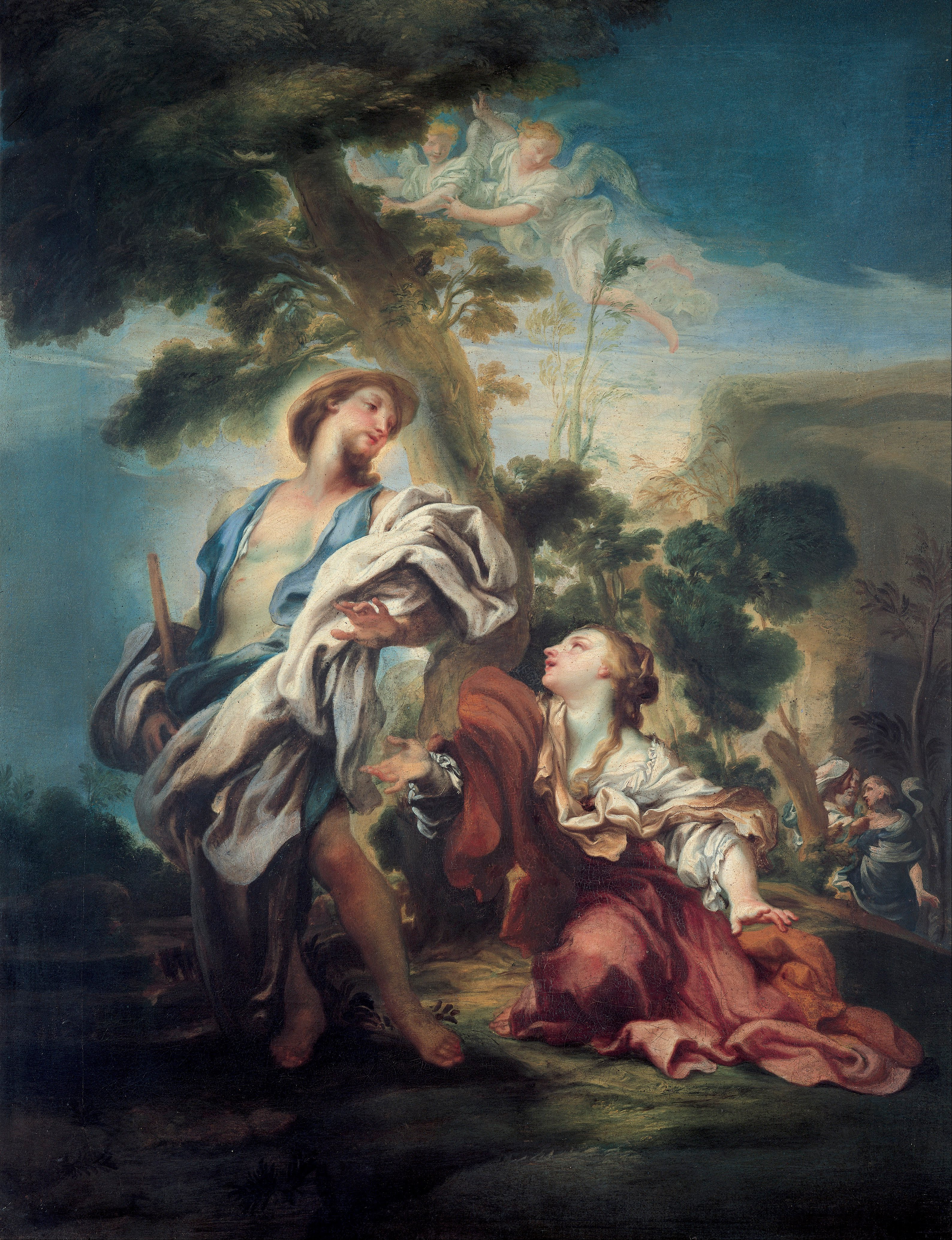
格雷戈里奧·德·費拉里（英语：Gregorio De Ferrari）的《不要碰我》（Noli Me Tangere），130 × 100cm，約作於1690年，1913年始藏，藏於白宮。
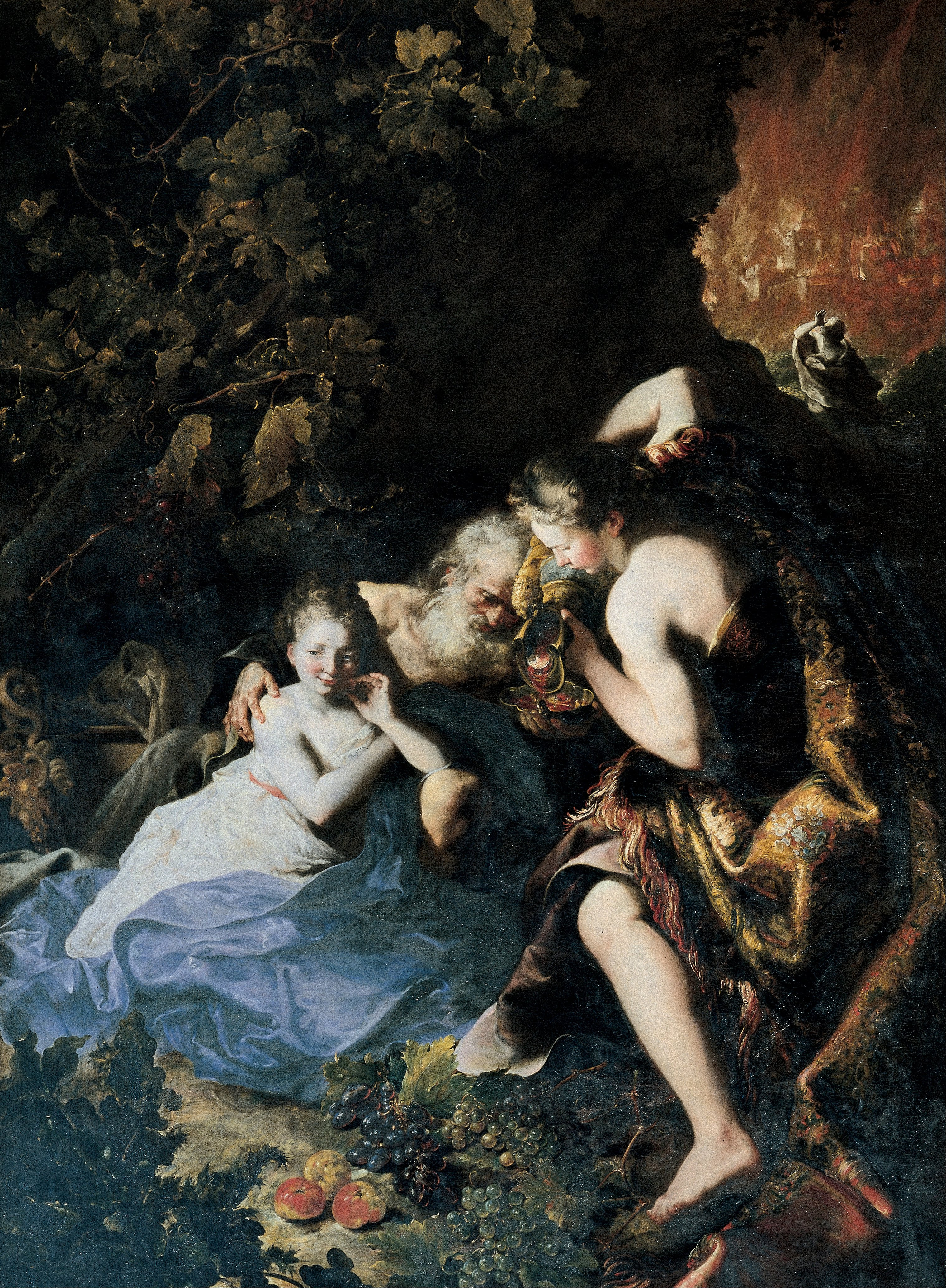
巴爾托洛梅奧·圭多波諾（英语：Bartolomeo Guidobono）的《被女兒們灌醉的羅德》（Lot ubriacato dalle figlie），224 × 161cm，約作於1694－1696年，1696年始藏，藏於紅宮。
尼古拉·朗克雷（英语：Nicolas Lancret）的《園中之舞（義大利語：Danza in giardino）》，40 × 30cm，約作於1735年，1889年始藏，藏於白宮。[51]
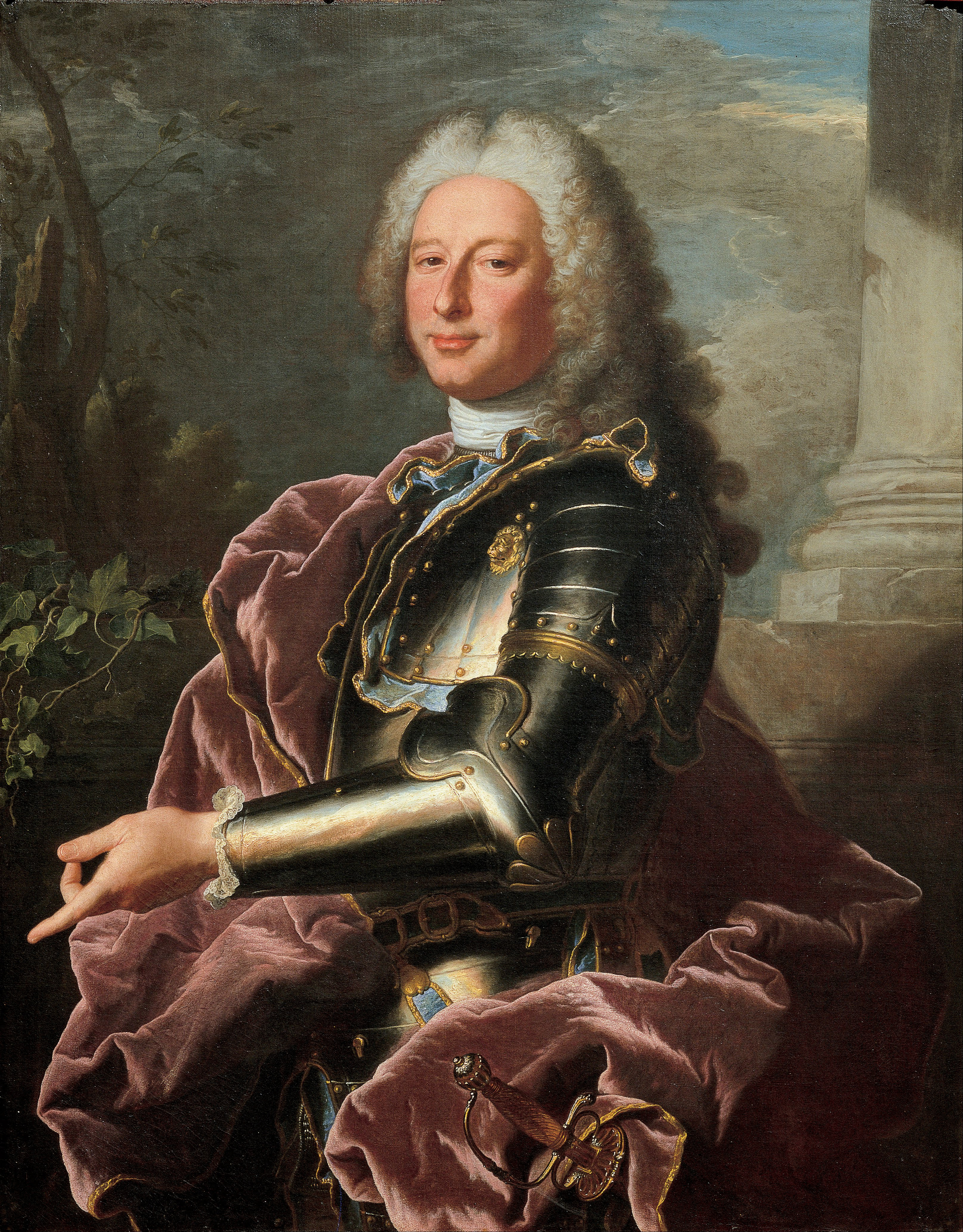
亞森特·里戈的《喬瓦尼·弗朗切斯科二世·布里尼奧萊-薩萊肖像（義大利語：Ritratto di Gio Francesco II Brignole-Sale (Rigaud)）》，101 × 80cm，約作於1739年，1739年始藏，藏於紅宮。
亞歷山德羅·馬尼亞斯科（英语：Alessandro Magnasco）的《在阿爾巴洛花園的逗留》（Trattenimento in un giardino di Albaro），86.3 × 198cm，約作於1740年，1897年始藏，藏於白宮。[53]
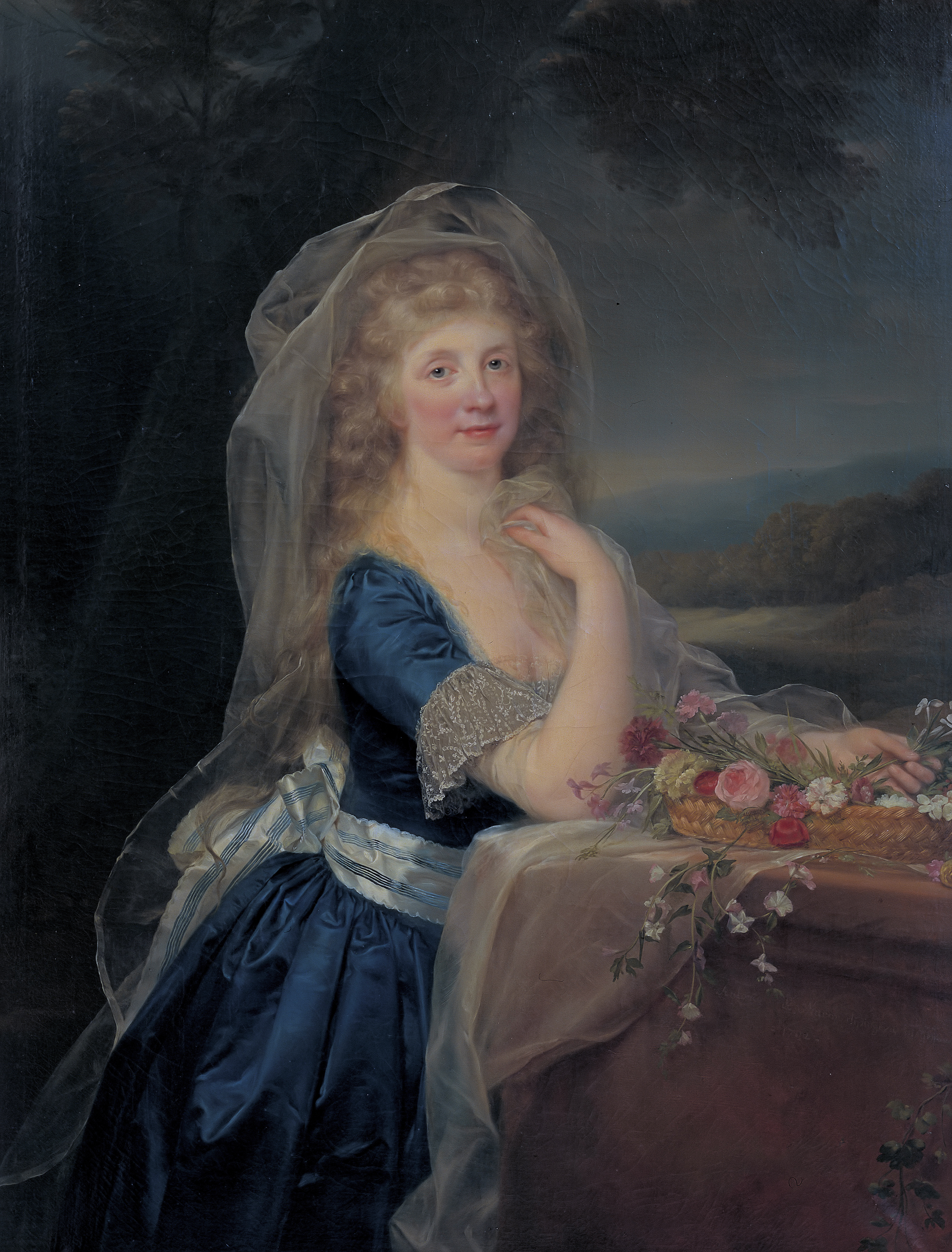
安東·馮·馬隆（英语：Anton von Maron）的《安娜·皮埃里·布里尼奧萊-薩萊肖像畫》（Ritratto di Anna Pieri Brignole-Sale），133 × 97cm，約作於1792年，1792年始藏，藏於紅宮。
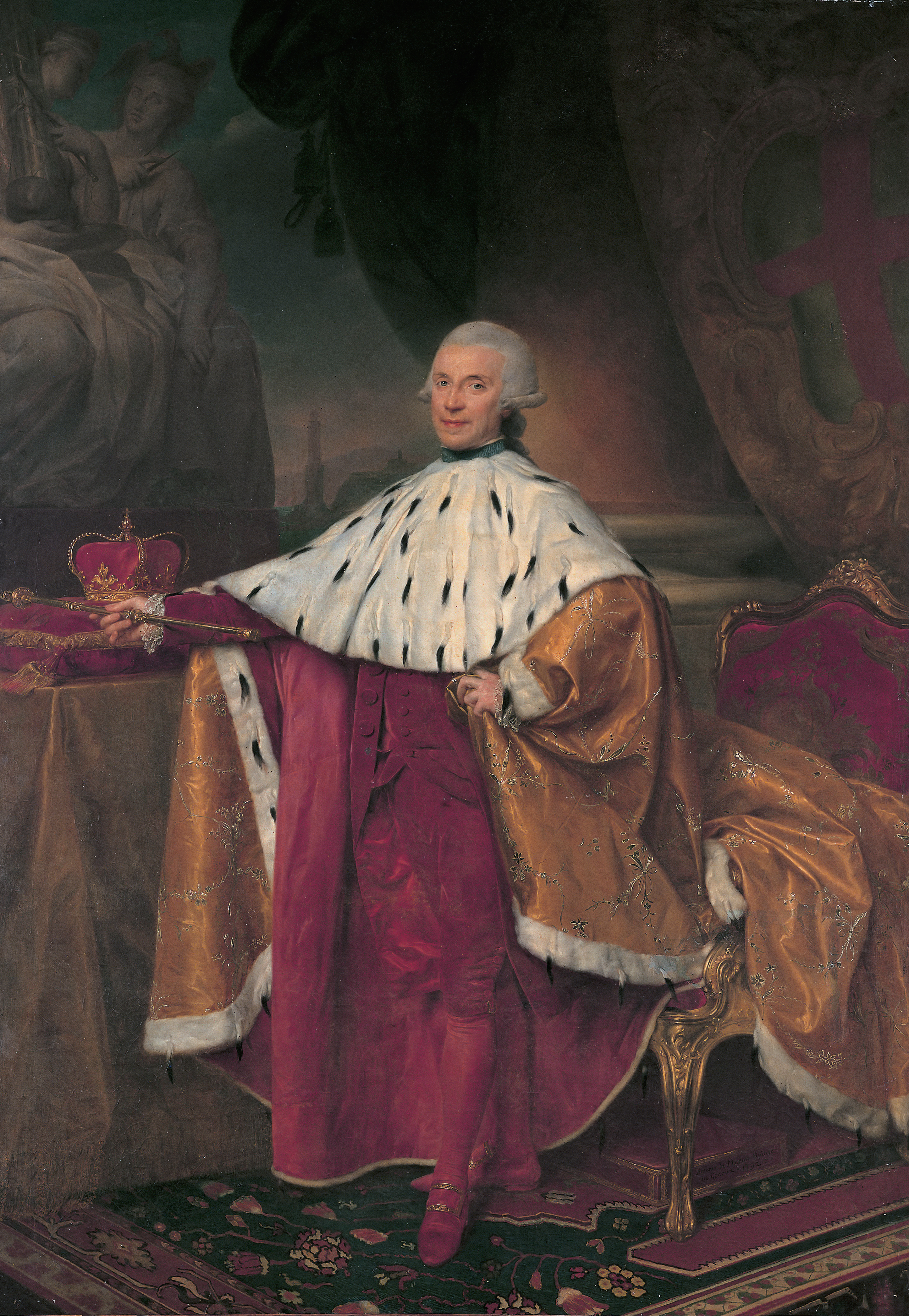
安東·馮·馬隆的《熱那亞共和國總督米開朗基羅·坎比亞索肖像畫》（Michelangelo Cambiaso doge di Genova），258.5 × 181.2cm，約作於1792年，1981年始藏，藏於白宮。
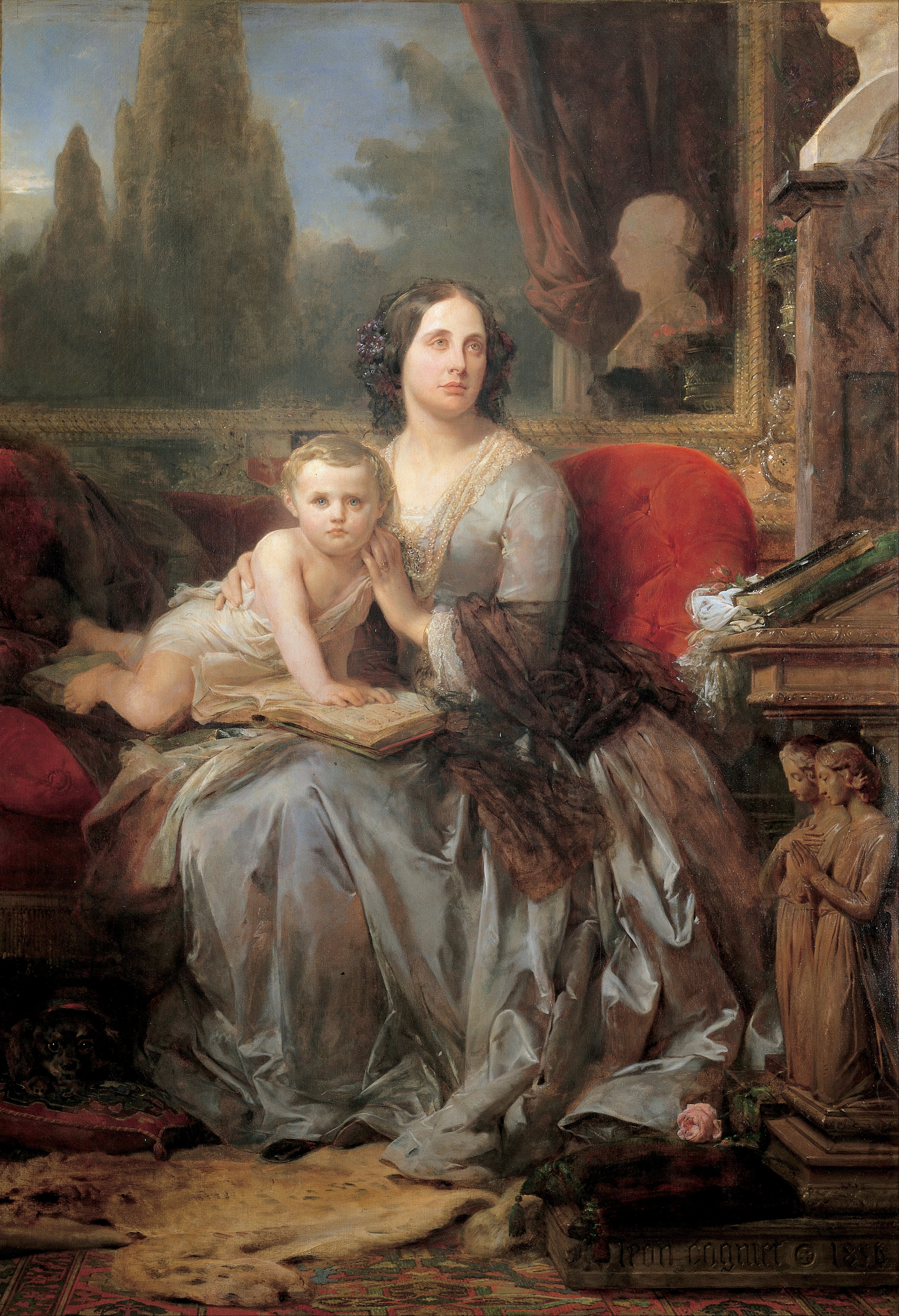
萊昂·科涅（英语：Léon Cogniet）的《加里埃拉公爵夫人瑪麗亞·布里尼奧萊-薩萊·德·費拉里與她的孩子菲利波（義大利語：Ritratto di Maria Brignole-Sale De Ferrari Duchessa di Galliera con il figlio Filippo）》，200 × 148cm，約作於1856年，1856年始藏，藏於紅宮。

### 引用
1. ↑   Boccardo, p.132.
2. 1 2   Boccardo, pp.8-19.
3. ↑   Boccardo, p.22.
4. ↑   Boccardo, p.23.
5. ↑   Boccardo, p.25.
6. ↑   Boccardo, p.28.
7. ↑   Boccardo, p.30.
8. ↑   Boccardo, p.32.
9. ↑   Boccardo, p.38.
10. ↑   Boccardo, p.40.
11. ↑   Boccardo, p.42.
12. ↑   Boccardo, p.44.
13. ↑   Boccardo, p.46.
14. ↑   Boccardo, p.50.
15. ↑   Boccardo, p.54.
16. ↑   Boccardo, p.56.
17. ↑   Boccardo, p.58.
18. ↑   Boccardo, p.60.
19. ↑   Boccardo, p.61.
20. ↑   Boccardo, p.62.
21. ↑   Boccardo, p.63.
22. ↑   Boccardo, p.64.
23. ↑   Boccardo, p.66.
24. ↑   Boccardo, p.67.
25. ↑   Boccardo, p.70.
26. ↑   Boccardo, p.72.
27. ↑   Boccardo, p.76.
28. ↑   Boccardo, p.77.
29. ↑   Boccardo, p.78.
30. ↑   Boccardo, p.80.
31. ↑   Boccardo, p.84.
32. ↑   Boccardo, p.85.
33. ↑   Boccardo, p.86.
34. ↑   Boccardo, p.90.
35. ↑   Boccardo, p.92.
36. ↑   Boccardo, p.94.
37. ↑   Boccardo, p.95.
38. ↑   Boccardo, p.96.
39. ↑   Boccardo, p.97.
40. ↑   Boccardo, p.98.
41. ↑   Boccardo, p.100.
42. ↑   Boccardo, p.102.
43. ↑   Boccardo, p.104.
44. ↑   Boccardo, p.105.
45. ↑   Boccardo, p.108.
46. ↑   Boccardo, p.109.
47. ↑   Boccardo, p.110.
48. ↑   Boccardo, p.112.
49. ↑   Boccardo, p.114.
50. ↑   Boccardo, p.116.
51. ↑   Boccardo, p.119.
52. ↑   Boccardo, p.120.
53. ↑   Boccardo, p.122.
54. ↑   Boccardo, p.126.
55. ↑   Boccardo, p.128.
56. ↑   Boccardo, p.130.